# Virgen de la Candelaria (Islas Canarias)
Nuestra Señora de Candelaria o Virgen de Candelaria, es una advocación mariana de la Iglesia católica. Su imagen se encuentra en el camarín de la Basílica de Nuestra Señora de la Candelaria, en el municipio de Candelaria en Tenerife (Canarias, España).
La imagen es venerada en el archipiélago canario, especialmente en la isla de Tenerife (lugar de su aparición), donde es conocida popularmente como La Morenita, debido a que se la clasifica en el grupo de vírgenes negras. Es la Patrona de Canarias,,, siendo por tanto una de las Patronas de las Comunidades Autónomas de España. La Virgen de Candelaria es conocida como el "tesoro más grande" del archipiélago canario.
El relato canónico de la aparición a los aborígenes guanches de la imagen de la Virgen de Candelaria en las Islas Canarias fue escrito en 1594 por el religioso e historiador español Fray Alonso de Espinosa, dicho relato aparece contenido en dos libros, siendo de hecho los libros impresos más antiguos que tratan sobre las Islas Canarias.
Hoy en día la Virgen de Candelaria es un símbolo para Canarias, su culto se extendió por diferentes ciudades y países del Nuevo Mundo, en lugares con alguna importante colonia de canarios donde suele usarse para representar al archipiélago canario. Se considera que la imagen aparecida a los guanches fue la que dio inicio a la proliferación de imágenes con la advocación de "La Candelaria" en el mundo principalmente gracias a la emigración canaria.

## Historia de la aparición
La historia de esta advocación está unida íntimamente a la historia de las Islas Canarias, especialmente de la isla de su aparición, Tenerife. No hay acuerdo sobre el año de la aparición, pero la opinión mayoritaria es que apareció en la desembocadura del barranco de Chimisay, en el menceyato de Güímar, 95 años antes de la conquista de Tenerife, es decir aparecería del 1392 al 1401. Es por tanto la primera aparición mariana de Canarias. Fray Alonso de Espinosa describió la historia en 1594.
Según la leyenda relatada por Fray Alonso de Espinosa, iban dos pastores guanches a encerrar su ganado a las cuevas cuando notaron que el ganado se remolinaba y no quería entrar. Buscando la causa miraron hacia la desembocadura del Barranco de Chimisay y vieron sobre una peña, casi a la orilla del mar, la figura de una mujer que creyeron animada. Como estaba prohibido a los hombres hablar o acercarse a las mujeres en despoblado, le hicieron señas para que se retirase a fin de que pasase el ganado. Pero al querer ejecutar la acción, el brazo se le quedó yerto y sin movimiento. El otro pastor quiso herirla con su cuchillo. Pero en lugar de herirla, quedó herido el mismo. Asustados, huyeron los dos pastores a Chinguaro, la cueva-palacio del mencey Acaymo, para referirle lo acontecido. El mencey acudió con sus consejeros. Ella no respondía pero nadie se atrevía a tocarla. El mencey decidió que fuesen los mismos dos pastores ya heridos quienes la recogieran para llevarla a su cueva. Ellos, al contacto con la imagen, quedaron sanados. El mencey comprendió que aquella mujer con un niño en brazos era cosa sobrenatural. El mismo Acaymo entonces quiso llevarla en sus brazos, pero después de un trecho, por el peso, necesitó pedir socorro. Es así que en lugar de la aparición hay hoy día una cruz y en el lugar donde el mencey pidió socorro, un santuario a Nra. Señora del Socorro.
La llevaron a una cueva cerca de la morada del mencey, hoy convertida en capilla. Más tarde un joven llamado Antón Guanche, que había sido tomado como esclavo por los castellanos y había logrado escapar y regresar a su isla, reconoció en la imagen milagrosa a la Virgen María. Él, habiendo sido bautizado le relató al mencey y a su corte la fe cristiana que él sostenía. Así llegaron a conocer a la Virgen María como "La Madre del sustentador del cielo y tierra" (Guanche: Achmayex Guayaxerax Achoron Achaman o Chaxiraxi) y la trasladaron a la Cueva de Achbinico (detrás de la actual Basílica de Candelaria) para veneración pública.

### Versiones de otros cronistas
Según relata don José Rodríguez Moure que un lejano atardecer dos pastores conducen un rebaño de cabras en las costas de Güímar y al torcer una curva del camino, cerca de la desembocadura del barranco de Chinguaro descubrió, uno de ellos, "una mujercita con un niño al brazo derecho y con vestidos distintos a los que usaban las mujeres de la tierra, de pie sobre una roca lo miraba con fijeza".
Así inicia el ilustre dominico lagunero el relato que compuso durante su estancia en el convento de Candelaria donde cuidó de su archivo y del que se ilustró para componer el libro "La historia de la devoción del pueblo canario a Nuestra Señora de Candelaria". Relata cómo el adivino o zahorí Guadameñe (sacerdote aborigen) había pronosticado hacía mucho tiempo que "dentro de unos pájaros grandes de blancas alas vendrían a la Isla, por el mar, otras gentes que se habrían de enseñorear de ella". Estos augurios que formaban parte de los miedos y creencias del pueblo guanche eran del común conocimiento y había dado lugar a que los menceyes hubieran convenido que cada uno de ellos cuidara de su territorio y que los demás le prestaran la ayuda que necesitara en caso de peligro.
Antón Guanche, años más tarde, integrado en una expedición, hizo su entrada por las costas de Güímar con objeto de hacer pillaje en la zona, ya sea robando ganado o cautivando personas que el señor de Lanzarote enviaba a Sevilla para su venta como esclavos. Pero Antón aún conserva recuerdos de su infancia identificando su propia patria y aprovechando la ocasión que se le presenta decide regresar a su antiguo hogar. Permaneció escondido hasta que el velero se retira de la Isla con sus arboladuras hinchadas por la brisa del atardecer. Allí se queda en la soledad del Valle de Güímar vestido con ropas extrañas aunque ha practicado su idioma con otros cautivos y ello le servirá para ser reconocido.
Y dice Rodríguez Moure que Antón fue reconocido y con mucho entusiasmo recibido y junto al rey Dadarmo acudió a visitar la cueva donde tenían depositada a "La celestial imagen de María". Inmediatamente que tuvo ante sí la estatua la identificó con la Virgen y este hecho hizo correr la noticia por toda la Isla y una inmensa muchedumbre guanche se congregó en Chinguaro proveniente de los más diversos rincones de Tenerife. Era costumbre traer algún presente en la visita a otros parientes o amigos y en este caso se reunió un enorme rebaño que los guanches regalaron a Guayaserax o Chaxiraxi en testimonio de su devoción.
Antón Guanche convenció al mencey de Güímar de que la imagen no debería de radicar en la casa del propio mencey sino tener su propia casa, eligiendo para ello la espelunca de Achbinico, a la orilla del mar donde aún se guarda culto a San Blas mártir. La leyenda crece en torno a la imagen de la Virgen que en sus diversas variaciones traza profundos surcos en la conciencia religiosa del nuevo pueblo canario que se produce con el cruce entre ambas culturas.

### Posible explicación
Ya desde antes de la conquista, el archipiélago Canario era visitado por europeos en expediciones de reconocimiento o en razias de esclavos, pero también eran visitadas por religiosos que pretendían llevar a cabo una labor evangelizadora antes de que se produjera la conquista y anexión política de las islas; de este modo en el siglo XIV se formó un breve obispado en Telde, Gran Canaria. La imagen de la Virgen de Candelaria sería llevada a Tenerife por frailes mallorquines, los cuales probablemente se habrían establecido por un tiempo en la isla introduciendo elementos de la religión cristiana entre los guanches, produciéndose un sincretismo religioso. 
La Virgen de Candelaria quizás hubiera sido identificada con el sol (Magec), deidad de los guanches, pero sobre todo se la identificó con Chaxiraxi, la madre de los dioses que adoraban los aborígenes. Este tipo de sincretismo es palpable en otros lugares del mundo, tal es el caso de la Virgen de Guadalupe y la diosa azteca Tonantzin en México. Se sabe también que este culto a la Virgen de Candelaria pudo surgir de la incorporación en el siglo XVI al catolicismo de la devoción a la estrella Canopo, por parte de la cultura de los antiguos guanches preexistente a la llegada de los europeos. Tampoco se descarta la posibilidad de que la diosa Chaxiraxi fuera de hecho la diosa Tanit con distinto nombre y atributos debido al origen bereber de los antiguos aborígenes canarios, ya que esta diosa cartaginesa también fue venerada por los bereberes. Según el médico e historiador Juan Bethencourt Alfonso, la imagen de la Candelaria sustituyó en la Cueva de Chinguaro a un ídolo guanche denominado Chayuga.

## La Virgen de Candelaria después de la conquista

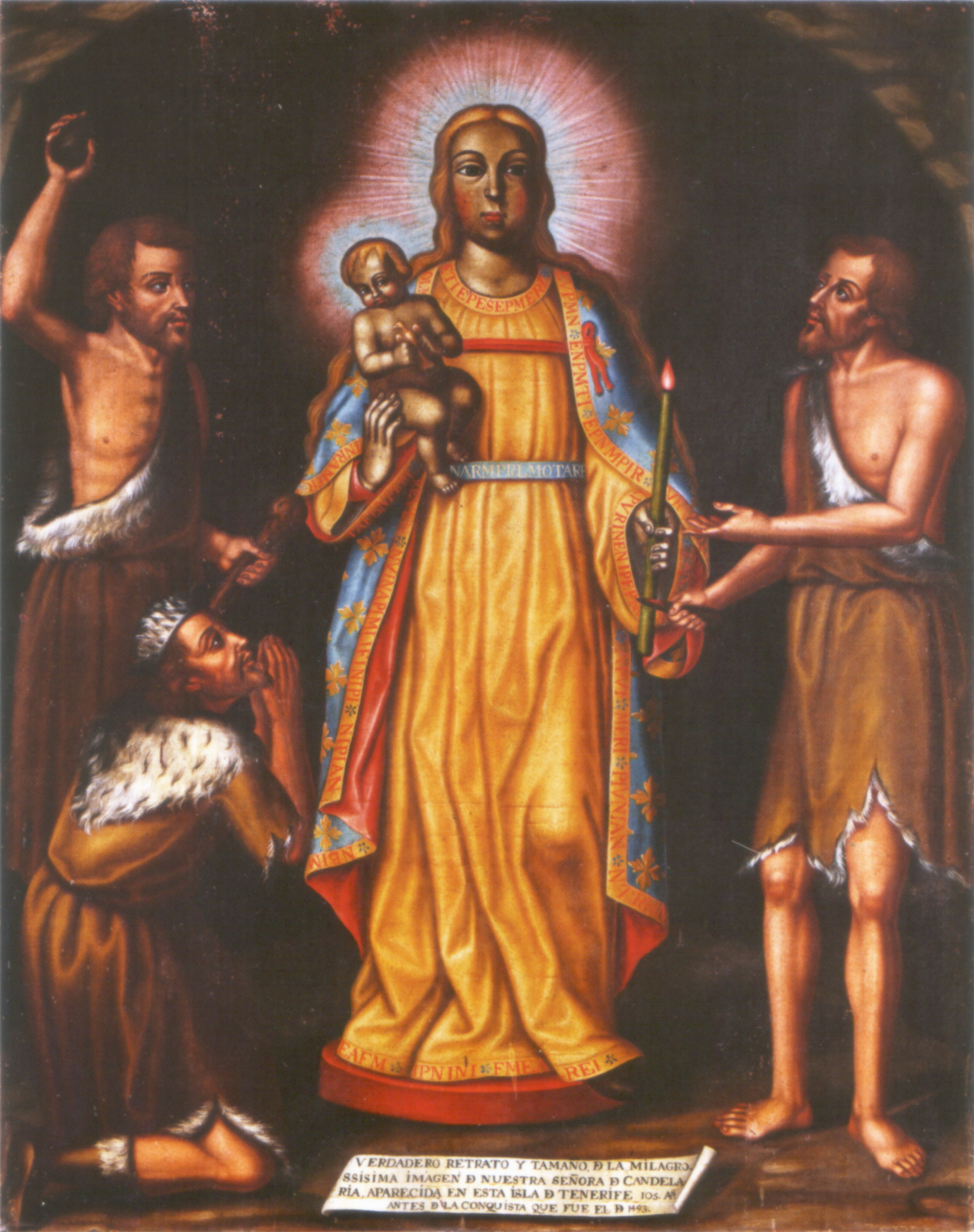
Cuadro del que representa a la Virgen junto a los dos pastores guanches y el mencey Acaimo de Güímar. La pintura se encuentra en la Ermita de las Angustias en el municipio de Icod de los Vinos en el norte de Tenerife

En 1497 el Adelantado de las Islas Canarias Alonso Fernández de Lugo, celebró en la Cueva de San Blas la primera Fiesta de las Candelas, coincidiendo ésta con la Festividad de la Purificación de la Virgen. Considerado este acontecimiento, como el inicio de la devoción cristiana a la advocación mariana de La Candelaria. 
La imagen fue robada por los españoles pero devuelta tras una peste que ellos atribuyeron al robo sacrílego. Más tarde, cuando los españoles conquistaron la isla, la devoción ya estaba allí arraigada. En 1526 se edificó el santuario por los muchos prodigios que Dios obraba por Nuestra Señora de la Candelaria.
El culto a la Virgen de Candelaria tuvo desde éstos primeros tiempos tras la colonización una grandísima difusión por todas las islas del archipiélago, culto difundido sobre todo por la Orden Dominica, que aún en la actualidad custodia su Santuario. Ya desde esta época comienzan a construirse en todas las islas del archipiélago iglesias y ermitas bajo la advocación de "La Candelaria". Llegó a tener tal auge esta devoción entre todos los canarios desde estos primeros tiempos que de hecho en la isla de Gran Canaria, concretamente en Teror (lugar en donde se venera a la Virgen del Pino) existió una Cofradía de La Candelaria, fundada por el fraile Dominico, fray Lorenzo del Prado probablemente en el último tercio del siglo XVI. Además en la segunda iglesia que se construyó en honor a la Virgen del Pino en donde está su actual Basílica, hubo un altar dedicado a la Virgen de Candelaria.
De las Islas Canarias la devoción se propagó a América. Hernán Cortés llevaba al cuello una medalla de esta imagen. A Nuestra Señora de Candelaria elevaron sus plegarias los santos canarios: Pedro de Betancur (el Hermano Pedro) y José de Anchieta (Padre Anchieta). Además de las religiosas con fama de santidad: María de Jesús de León y Delgado (la Siervita de Dios) y la grancanaria Sor Catalina de San Mateo, entre otros muchos religiosos de las islas. 
El 2 de febrero de 1672 se consagró la primera iglesia de la Candelaria, dada la pequeña capacidad y estado ruinoso del santuario anterior. Esta nueva iglesia era un templo amplio, de tres naves y con un imponente retablo en el altar mayor. Dicho templo fue destruido por un incendio (al igual que el convento) el 15 de febrero de 1789, reduciéndose a cenizas el archivo, así como la importante biblioteca de la iglesia contigua. Religiosos y vecinos lograron salvar la imagen de la Virgen y otras tallas, que albergaron en la cueva de San Blas, donde permanecieron 14 años.
En la noche del 6 al 7 de noviembre de 1826 la imagen se perdió víctima de una inundación que ocasionó numerosos destrozos, arrasando el castillo de San Pedro y arrastrando al mar la imagen de la Virgen, la ermita y parte del convento. Se vigilaron las costas, se enviaron barcos a recorrer los mares de entre las islas, se removió el litoral desde la playa a la Cueva de San Blas; pero todo fue en vano, pues la imagen no apareció. Después de una búsqueda infructuosa se decidió encargar una nueva talla que sustituyera a la desaparecida. Para ello se eligió al imaginero orotavense Fernando Estévez, esta imagen es la que hoy se puede ver en la Basílica de la Virgen.
La desamortización extinguió, en 1835, las órdenes religiosas en España. En 1836, los religiosos dominicos son expulsados del Santuario y el Estado se incautó de los bienes del convento y de las joyas que se salvaron del incendio y del aluvión. Quedó la Virgen al cuidado del cura Juan Fernández del Castillo, quien con notables esfuerzos mantuvo la dignidad del culto después del expolio al que fue sometida la ermita y el convento. También hemos de recordar la labor del mayordomo Lorenzo de Barrios, natural de Igueste de Candelaria, quien con su esfuerzo personal hizo lo posible por recuperar el tesoro de la Virgen. En 1860 se devolvieron los bienes incautados por la Desamortización, los edificios estaban en muy mal estado. De nuevo, comenzaron las obras de reconstrucción con la mediación del obispo Nicolás Rey Redondo. En 1863 fue nombrado cura párroco Antonio de la Barreda y Paiva, a quien se debe, en gran parte, el resurgimiento de la festividad del 15 de agosto.
En 1947 fue nombrado obispo de Tenerife Domingo Pérez Cáceres, que impulsó la construcción de una basílica monumental que magnificara la devoción por la Virgen. Con planos del arquitecto José Enrique Marrero Regalado, la Basílica de Nuestra Señora de la Candelaria se terminó en 1959. Entre los personajes más significativos que han visitado a la Patrona de Canarias y su basílica destacan jefes de Estado o de gobierno, así como los más destacados personajes de la Iglesia, Milicia, Política, Deporte, Arte, etc. Entre ellos ocupan un papel de honor los anteriores Reyes de España, Don Juan Carlos I de Borbón y Doña Sofía de Grecia, que la visitaron siendo aun siendo Príncipes y luego, ya como Reyes, en 1977.

### Patronazgo

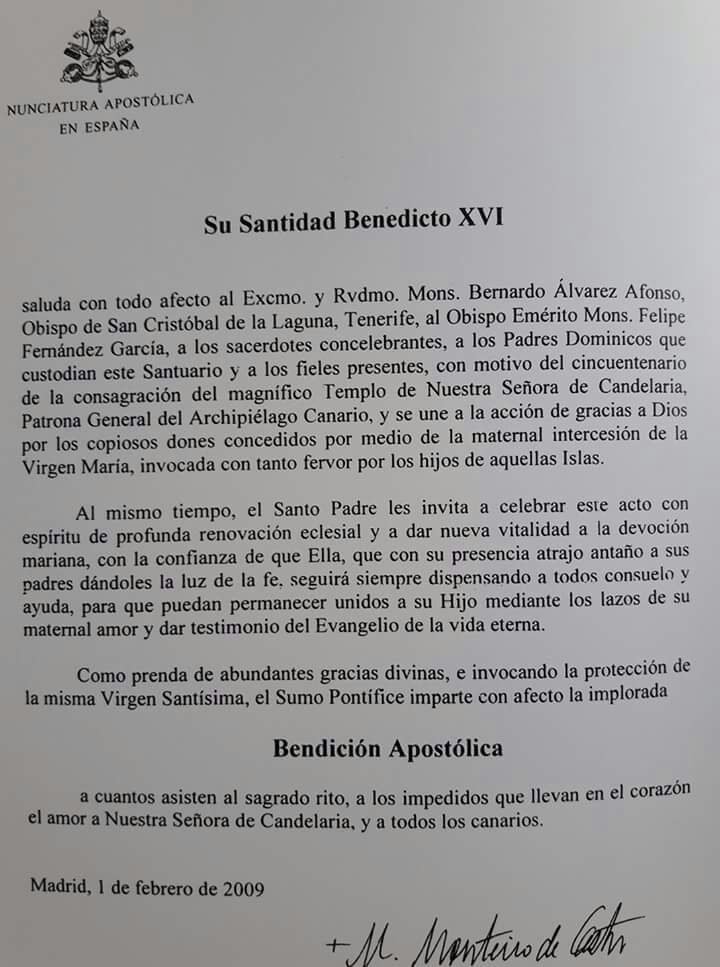
Bendición Apostólica del Papa Benedicto XVI, en la que menciona el patronazgo de la Virgen de Candelaria sobre Canarias (año 2009)

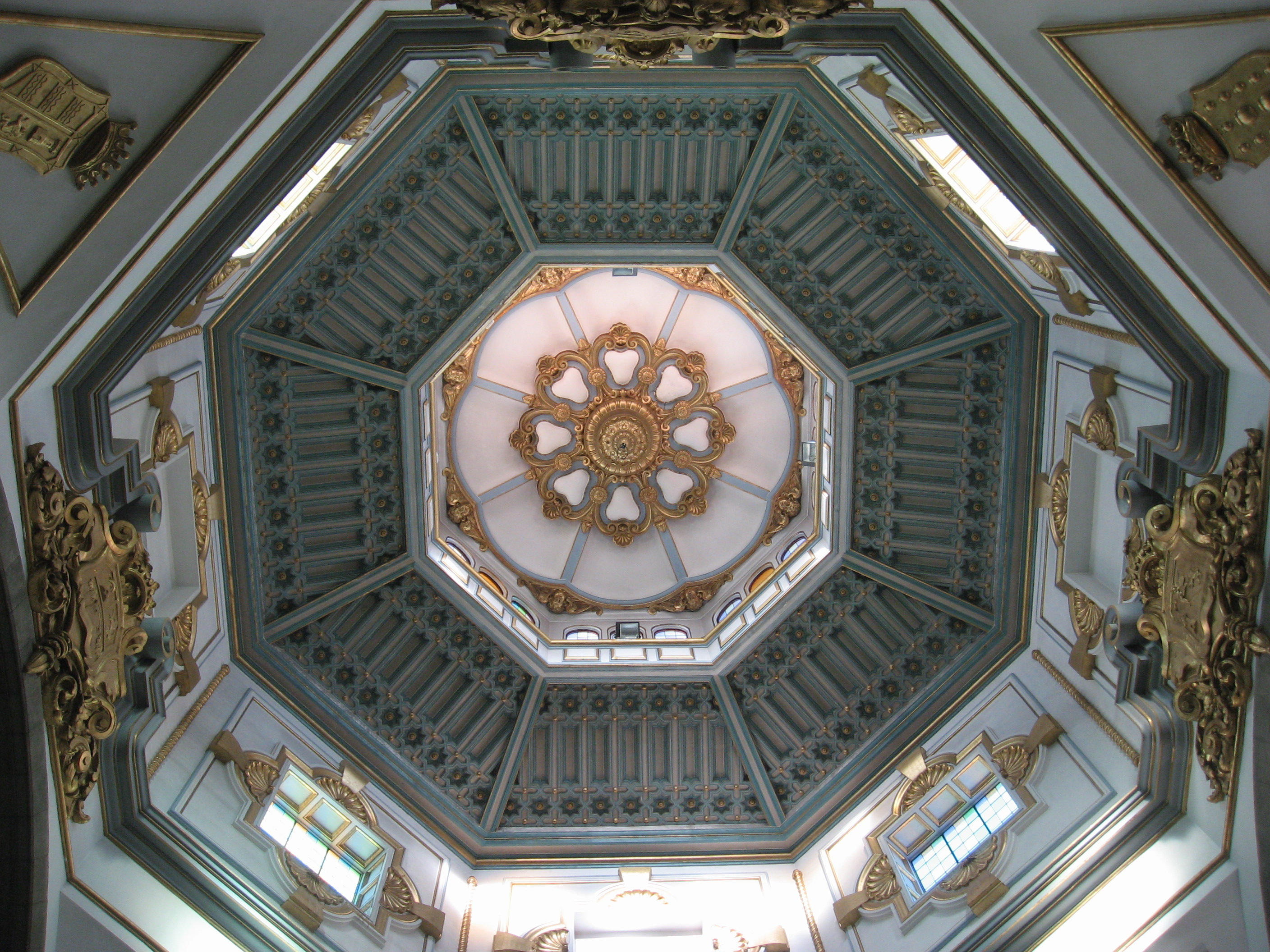
Cúpula de la Basílica de Candelaria desde el interior, en ella se encuentran los escudos de cada una de las Islas Canarias, en referencia al patronazgo de la Virgen de Candelaria sobre el archipiélago canario

El 26 de marzo de 1599 el papa Clemente VIII la nombra Patrona de Canarias y de su hasta entonces único obispado. En esta bula el papa concede para las Islas Canarias el rezo con rito de primera clase y octava, así como a sus capellanes la facultad para que rezaran con octava en todas las fiestas de la Virgen.
En esto influyó también que, en 1596, el futuro rey Felipe II se hubiese declarado protector y patrono de la Santa Imagen, cargo que mantuvieron sus sucesores. El monarca, tras subir al trono, se declaró patrono del Convento Real de Nuestra Señora de la Candelaria, de ahí el rango que lleva todo el santuario desde entonces. Por lo que es también el primer Santuario cristiano de Canarias en recibir el título de "Real".
Más tarde se establecerían dos patronazgos expecíficos para las dos posteriores diócesis canarias siguiendo el ejemplo de todas las demás diócesis de España, sin que por ello se prescindiese del patronazgo general de la Virgen de Candelaria.
Tras la división de Canarias en dos obispados en 1819, con la creación de la diócesis de San Cristóbal de La Laguna por bula del Papa Pío VII, el propio Papa nombra a Nuestra Señora de los Remedios patrona de la diócesis de San Cristóbal de La Laguna (la cual comprende la provincia de Santa Cruz de Tenerife).
Sin embargo, tras ser nombrado el obispo de Canarias Joaquín Lluch y Garriga como Administrador Apostólico de Tenerife, teniendo este en cuenta el patronazgo histórico ejercido por la Virgen de Candelaria sobre el archipiélago eleva al Papa la petición del nombramiento de esta Virgen como patrona de ambos obispados canarios (como ratificación de que el patronazgo anterior de La Candelaria sobre todo el archipiélago seguía vigente), y por Decreto de 12 de diciembre de 1867, la Santa Sede designa y confirma a la Virgen de Candelaria, Patrona Principal de las Islas Canarias y de sus dos obispados, lo que se publica en los boletines oficiales canarios en 1868. Posteriormente, por decreto de 16 de abril de 1914, otorgado por el Papa Pío X, se designa patrona de la diócesis Canariense-Rubicense (provincia de Las Palmas) a la Virgen del Pino. Pero aun así conservó este último Papa para la Virgen de Candelaria los títulos de Patrona de Canarias y de Patrona Principal del Archipiélago Canario. En 1630 fue confirmado el Patronazgo de la Virgen de Candelaria sobre el Archipiélago y por bula de 1867, también lo hizo el papa Pío IX.
Quedando desde entonces, la Virgen de los Remedios como patrona de la diócesis de San Cristóbal de La Laguna, la Virgen del Pino como Patrona de la diócesis Canariense y la Virgen de Candelaria como Patrona General de las Islas Canarias.
El Papa Benedicto XVI con motivo del 50 aniversario de la consagración de la Basílica de Candelaria en 2009, emitió una bendición apostólica en la que se refería y ratificaba a la Virgen de la Candelaria como Patrona General del Archipiélago Canario.
El texto papal en cuestión refiere:

Su Santidad Benedicto XVI saluda con todo afecto al Excmo y Rvdmo. Mons. Bernardo Álvarez Afonso, Obispo de San Cristóbal de La Laguna, Tenerife, al Obispo Emérito Mons. Felipe Fernández García, a los sacerdotes concelebrantes, a los Padres Dominicos que custodian este Santuario y a los fieles presentes, con motivo del cincuentario de la consagración del magnifico Templo de Nuestra Señora de Candelaria, Patrona General del Archipiélago Canario, y se une a la acción de gracias a Dios por los copiosos dones concedidos por medio de la maternal intercesión de la Virgen María, invocada con tanto fervor por los hijos de aquellas Islas.

Al mismo tiempo, el Santo Padre les invita a celebrar este acto con espíritu de profunda renovación eclesial y a dar nueva vitalidad a la devoción mariana, con la confianza de que Ella, que con su presencia atrajo antaño a sus padres dándole la luz de la fe, seguirá siempre dispensando a todos consuelo y ayuda, para que puedan permanecer unidos a su Hijo mediante los lazos de su maternal amor y dar testimonio del Evangelio de la Vida eterna.

Como prenda de abundantes gracias divinas, e invocando la protección de la misma Virgen Santísima, el Sumo Pontífice imparte con afecto la implorada Bendición Apostólica a cuantos asisten al sagrado rito, a los impedidos que llevan en el corazón el amor a Nuestra Señora de Candelaria, y a todos los canarios.

La Virgen de Candelaria es también la Patrona de la Corporación del Cabildo Insular de Tenerife y fue además aclamada como patrona por el Movimiento por la Autodeterminación e Independencia del Archipiélago Canario, quién la declaró "Patrona de la Nación Canaria".
El 28 de septiembre de 2018, la Virgen de Candelaria fue declarada oficialmente Presidenta Honoraria y Perpetua del Cabildo Insular de Tenerife, realizándose la entrega de la medalla con el escudo de la isla y el bastón de mando el 20 de octubre del mismo año, en el marco del traslado excepcional de la imagen de la Virgen a Santa Cruz de Tenerife y San Cristóbal de La Laguna con motivo del 200 aniversario de la creación de la diócesis de Tenerife.

### Coronación Canónica Pontificia
La Virgen de Candelaria fue coronada canónicamente el 13 de octubre de 1889 por el obispo de Tenerife, Don Ramón Torrijos y Gómez, gracias a una Bula del Papa León XIII en la que se le otorga tal privilegio. La talla de la Virgen de Candelaria se convirtió así en la quinta imagen mariana de España en recibir la Coronación canónica y la primera de Canarias. Además fue la segunda advocación patrona de una comunidad autónoma de España en recibir la coronación (tras la Virgen de Montserrat, patrona de Cataluña). Fue también la primera imagen mariana de Canarias en recibir la coronación canónica de rango pontificio, es decir, por mandato expreso del Papa de Roma.
La coronación tuvo lugar en la explanada exterior frente al Convento de los Dominicos. Monseñor Don Ramón Torrijos procedió a coronar al Niño Jesús y posteriormente a la imagen de la Virgen, tras lo cual besó una de las manos de la Virgen y se refirió a ella como "Reina de Canarias". Para la coronación estuvieron presentes todas las autoridades políticas, militares y eclesiásticas de Canarias, entre estas últimas destacan los obispos de las dos diócesis de las Islas Canarias y los dos cabildos catedrales del archipiélago en pleno.

## La imagen

### Descripción de la imagen original
Descripción sobre la talla original hecha por Fray Alonso de Espinosa primero, y posteriormente Fray Juan de Abreu Galindo:

La imagen es de más o menos 5 palmos de altura (aproximadamente 1 metro), contando con la peana en que apoyaba los pies. Su posición era de pie, con la cabeza recta y mirando al frente, teniendo en el brazo derecho al Niño Dios, desnudo, las piernecitas dobladas y los brazos también. Aprisionaba por las alas un dorado pajarito de moñita o peineta, y por último, la Imagen del Niño tenía la cabeza ladeada a la derecha y miraba a algo que estaba a los pies de la Madre. El brazo izquierdo de la Virgen, en posición inverosímil, sostenía al Niño, y en la mano izquierda, que se presentaba en posición cerrada y muy natural, tenía un trozo de vela como un jeme de color verde, que daba a entender podía aumentarse con otro, a voluntad, y por último apoyaba las plantas de los pies sobre una tabla redonda o peana, como de cuatro centímetros de alto, pintada de color encarnado, descubriendose la parte externa del pie izquierdo que salía un poco del diámetro de la peana. La indumentaria constituíala una túnica dorada, imitando el color amarillo, desde el cuello hasta los pies, haciendo el talle un cinturón cerrado, azul, como de dos centímetros de altura. El manto, también azul obscuro, salpicado de flores de color de oro, calíale desde los hombros por uno y otro lado del cuerpo, sujetándolo sobre el pecho una traba cuerda encarnada. La parte del pie que se dejaba ver por los bajos de la túnica, presentaba calzado un chaplín cerrado, de color encarnado. La cabeza de la Santa Imagen adornába la hermosa cabellera partida a la mitad, cayendo sobre los hombros en seis ramales tendidos por la espalda. El rostro muy proporcionado a la estatura, era ligeramenmte ovalado, adornado por rasgados ojos, boca pequeña y bien plegada y con unas hermosas rosas en las mejillas. La Imagen esta adornada en el cuello del vestido, cinturón en los extremos de las mangas y al pie de la túnica con unas letras, que aún en la actualidad, no ha podido entenderse su significado.
Fr. Alonso de Espinosa y Fr. Juan Abreu Galindo

Muchos investigadores han relacionado esta imagen medieval con la Orden del Temple, de hecho se la ha calificado como la "última Virgen negra del Temple" ya no solo por su característica tez morena o negra, sino por el tipo de ropaje que llevaba, siendo muy similar a la Virgen de Lluc (patrona de Mallorca) o incluso a la Virgen de Montserrat (patrona de Cataluña), aunque si bien esta última es una talla románica, siendo gótica la primitiva imagen de La Candelaria. Tenemos que tener en cuenta que una de las teorías más aceptadas por los investigadores es la presencia de frailes mallorquines en la isla de Tenerife poco antes de la conquista introduciendo en la isla elementos de la religión cristiana entre los aborígenes guanches y que uno de estos elementos sea la propia talla de la Virgen de Candelaria, la cual posiblemente pudo ser realizada tomando como modelo a la citada Virgen de Lluc aunque cambiando los detalles iconográficos.
Actualmente una de las imágenes consideradas más fieles a la primitiva imagen de la Virgen de Candelaria es la llamada "Virgen de Candelaria de Adeje", una imagen que ha suscitado mucha polémica entre algunos investigadores, que sostienen que esta puede ser la imagen original y no una copia de la misma. A pesar de esto, aún no se ha demostrado esta postura que otra gran parte de los científicos desmiente. Igualmente en la Cueva de Achbinico (situada detrás de la Basílica de Candelaria), existe otra copia fiel a la imagen original aunque esta es en bronce en lugar de en madera, que permite hacerse una idea de cómo debió de ser la antigua talla mariana.

### La imagen actual de la Virgen

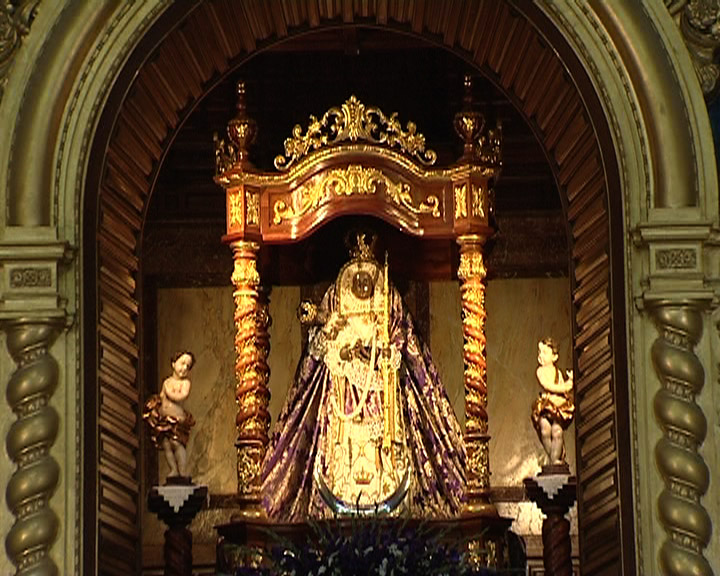
Imagen actual de la Virgen de Candelaria, en su baldaquino en el camarín

Como consecuencia de la desaparición de la primera imagen, en el temporal de 1826, hubo que realizar las fiestas de febrero de 1827 sin imagen alguna, utilizándose el óleo existente en el Convento de los Dominicos de Candelaria.
Dado el valor religioso de la Virgen de Candelaria, los frailes encargaron al escultor orotavense Fernando Estévez (1788-1845), calificado como "el mejor imaginero tinerfeño" una nueva imagen. Sus cualidades artísticas y el reconocimiento del sentir del pueblo hacia la Patrona de Canarias le hicieron concebir una imagen ligeramente distinta, original, perfecta dentro del estilo neoclásico (con formas realistas y barrocas) que, en un primer momento (empezó a hacerla en agosto de 1827), confundió a los fieles, si bien pronto sería igualmente venerada.
Según María Jesús Riquelme los rituales y milagros atribuidos a la Virgen de Candelaria desde su aparición en las costas canarias y el tener el título de "Patrona Universal" del archipiélago hicieron pensar a Estévez en la profunda significación esotérica que, sin negar la tradición cristiana de María, tenían las "Vírgenes Negras" desde el medievo, de reconocida fama y milagros. Sin embargo, no siguió rígidamente todas las directrices presentes en éstas, en las que, se cuida especialmente la ejecución del rostro, no tanto la del Hijo, lo que no ocurre en nuestro caso. Tampoco coincide la altura, que en las medievales es de 70 cm más 30 cm de peana y la nuestra excede en 90 cm más del total.
Sí sigue el estilo en los ropajes, con predominio constante de azules, blancos y dorados; además se han encontrado imágenes medievales que también presentan telas encoladas pintadas.
La negrura del rostro puede tener un valor simbólico de gran profundidad; para el peregrino puede significar duda y pecado. En la alquimia medieval el negro está considerado como la propia naturaleza femenina. Su forma, trazo de la nariz y los ojos almendrados son una característica oriental propia de estas imágenes, hecho que también se da en la obra de Estévez.
La actual imagen fue restaurada en 1972 por el escultor orotavense Ezequiel de León. Su trabajo consistió en hacer un cuerpo pleto de brazos fijos (en los que insertó las manos de Estévez) tallado en madera de cedro y adaptando la cabeza de la Virgen convenientemente encolada a este; también policromó e historió la túnica con los típicos letreros que tenía la imagen desaparecida. Asimismo, realizó un impresionante trabajo de restauración (carcoma, brazos totalmente desarmados, etc).
La belleza y perfección en los rasgos de la Virgen actual de 1,60cm, así como en su Hijo, han sido ampliamente comentadas. Así, el Dr. Jesús Hernández Perera, catedrático de Historia del Arte de la Universidad Complutense de Madrid dijo que "Entre las Vírgenes obras de Estévez, bastaría únicamente la de Candelaria para inmortalizar a su autor". Por su parte, el investigador Pedro Tarquis refiere: "Nos talló una imagen de tipo antiguo, según vírgenes medievales existentes en la Península, como la Virgen de la Almudena de Madrid. Talló cabeza, manos, Niño y formó el armazón del cuerpo; todo con poco movimiento de plantado, mirando al frente con serenidad y la estofó de color oscuro.

### Características iconográficas de la imagen actual
Por norma general, en las imágenes de la Virgen María con el Niño Jesús recostado en los brazos, el Niño suele ir en el brazo izquierdo, por una razón elemental de sentido maternal (la madre lleva al hijo en la mano izquierda para darle de comer y cuidarlo con la mano derecha). La imagen de la Candelaria tiene, por el contrario, al niño recostado en el brazo derecho.
Además, el Niño Jesús tiene asido entre sus manos un pajarito. Sin duda es símbolo de las tórtolas o pichones que la madre estaba obligada a entregar, según la Ley de Moisés, cuando iba a presentar a su hijo en el Templo de Jerusalén.
Por otra parte, talladas en los ropajes de la Virgen de Candelaria original existían unas extrañas letras cuyo significado aún se desconoce. La actual talla de la Virgen de Candelaria también lleva impresas estas letras. Estas eran:
- En la pretina del cuello:

ETIEPESEPMERI
- la manga izquierda:

LPVRINENIPEPNEIFANT
- En la parte inferior de la túnica:

EAFM IPNINI FMEAREI
- En el cinturón:

NARMPRLMOTARE
- En el manto, en el brazo derecho:

OLM INRANFR TAEBNPEM REVEN NVINAPIMLIFINIPI NIPIAN
- En la orla de la mano izquierda:

EVPMIRNA ENVPMTI EPNMPIR VRVIVINRN APVI MERI PIVNIAN NTRHN
- En la parte trasera, en la cola:

NBIMEI ANNEIPERFMIVIFVE

## La Virgen de Candelaria y el arte

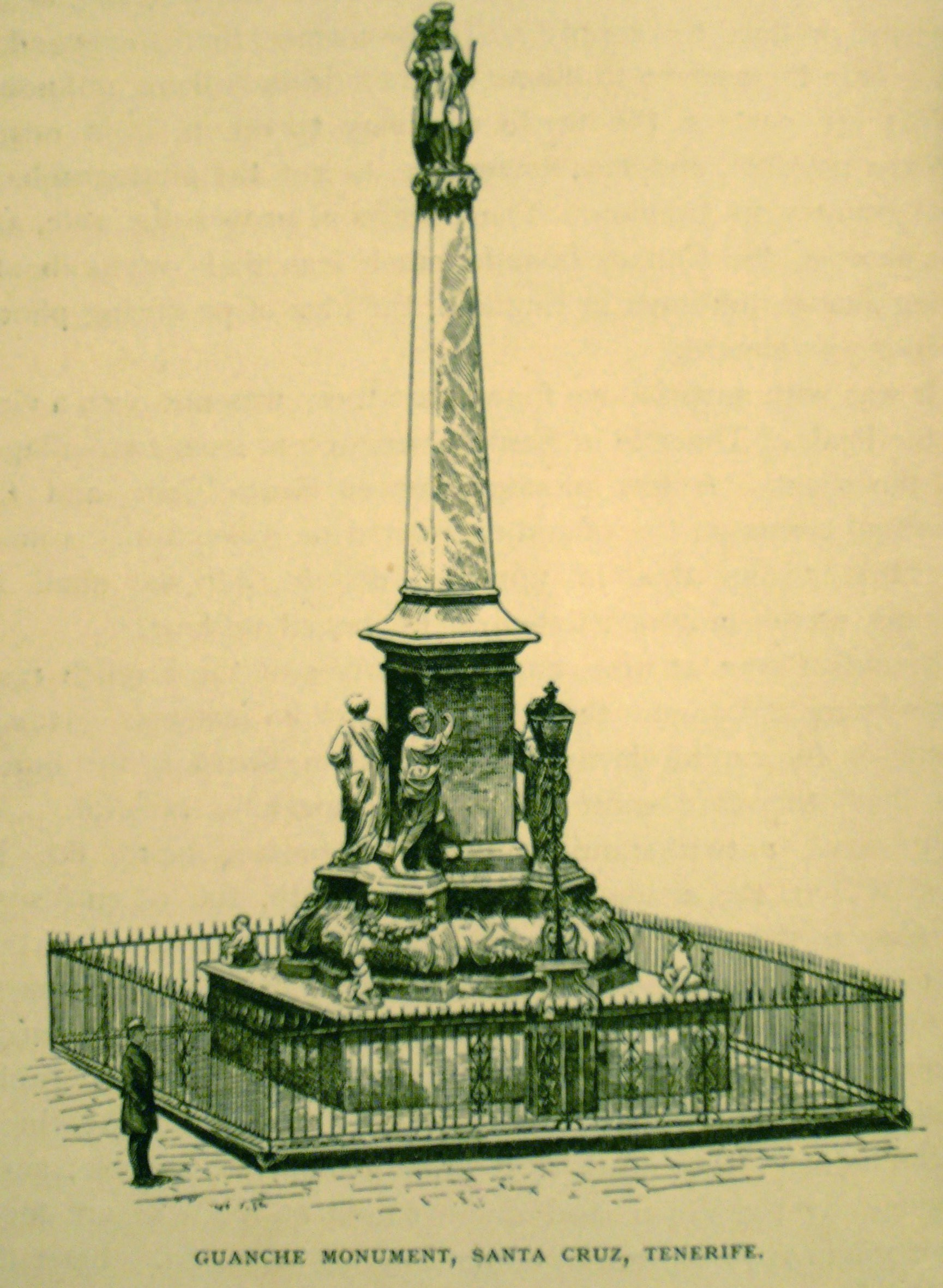
Guanche Monument, Santa Cruz. Lámina del libro de Olivia Stone (1887)

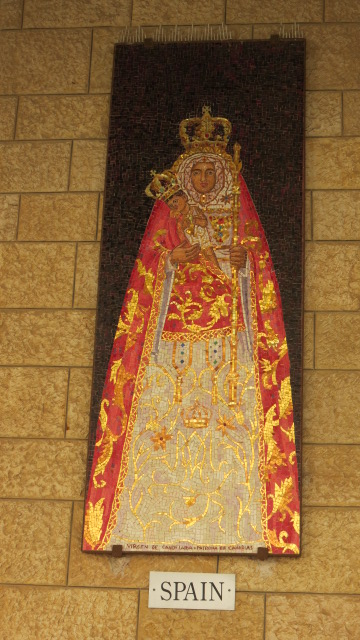
Mosaico de cerámica que representa a la Virgen de Candelaria que se encuentra en la Basílica de la Anunciación en Nazaret (Israel)

En 1561, la imagen de la Virgen de Candelaria fue reproducida en el Estandarte Real de las Islas Canarias, considerada como la primera bandera representativa del archipiélago. Dicha enseña era de tafetán rojo y punta larga, que tenía por un lado la imagen de la Virgen y por el otro las armas reales, así como el guion real con las armas de Castilla bordadas en oro, plata y seda, con guarnición amarilla.
En Santa Cruz de Tenerife se erigió en 1768 un monumento de mármol, conocido como Triunfo de la Candelaria por estar dedicado a la Virgen de la Candelaria que corona una pilastra piramidal, como se ve en el grabado de Olivia Stone.
En el Real Santuario del Cristo de La Laguna, se encuentra un óleo del siglo XVIII, de estilo barroco de la Virgen de Candelaria atribuido a Cristóbal Hernández de Quintana (1651-1725). Es interesante, indicar cómo desde mediados del siglo XVII, Nuestra Señora de Candelaria, fue representada en lienzos tal y como la encontrábamos en el Santuario. En esta imagen, se puede observar la antigua escultura revestida con ricos brocados y ataviada con rostrillo. Se encuentran cuadros suyos por toda Canarias, la península e Iberoamérica. También la Virgen de Candelaria ha sido protagonista de excepción en el arte del bordado canario.
Dentro de la basílica, en la Sala de las Velas o de las Ofrendas está el famoso cuadro de la Coronación Canónica. En él aparece la Virgen con un manto azul celeste y la media luna de plata a sus pies.
Con motivo del traslado multitudinario de la Virgen de la Candelaria a La Laguna en mayo de 2009, el presidente de CajaCanarias, Álvaro Arvelo Hernández, inauguró la exposición “Vestida de Sol. Iconografía y memoria de Nuestra Señora de Candelaria”, que incluía 114 pinturas, esculturas y grabados sobre la imagen de la Virgen Nuestra Señora de Candelaria a través de los siglos. Las obras expuestas procedían de las dos diócesis canarias y del exterior, instituciones públicas, privadas y particulares.
En la Basílica de la Anunciación en Nazaret (Israel), lugar en donde según la tradición el Arcángel Gabriel le anunció a la Virgen María su maternidad, se encuentra un mosaico de la Virgen de Candelaria, patrona de Canarias, junto a las de otras advocaciones famosas de España, como la Virgen de Montserrat de Cataluña, la Virgen de los Desamparados de Valencia y la Virgen de Guadalupe de Extremadura. El mosaico de La Candelaria fue inaugurado por el propio obispo de la diócesis de Tenerife y además también hay mosaicos de otras advocaciones marianas de diversos países. También en Roma y en la Catedral de Sevilla hay retratos de la Virgen de Candelaria.
Desde el año 2002 en la Basílica de los santos Justo y Pastor de Barcelona se encuentra una réplica de la imagen de la Virgen de Candelaria, que fue donada por la Casa Canaria de Cataluña. Además en la Catedral de San Fernando de la ciudad de San Antonio de Texas (Estados Unidos), está una imagen exacta de la Virgen de Candelaria. Esto se debe a que esta ciudad estadounidense fue fundada por canarios que llevaron la devoción de La Candelaria a ese lugar y fueron precisamente los inmigrantes canarios los que construyeron esa catedral. Así mismo, en Brasil también hay réplicas de la Virgen de Candelaria en las ciudades de Río de Janeiro y Sao Paulo y en Venezuela en el Hogar Canario Venezolano de Caracas, entre otros lugares.

### La Virgen de Candelaria en la literatura
Se han escrito varios libros que tratan o mencionan a la Virgen de Candelaria entre ellos:
- "Del origen y milagros de la Santa Imagen de nuestra Señora de Candelaria, que apareció en la Isla de Tenerife con la descripción de esta Isla" es la primera historia de Tenerife, además de ser el segundo libro impreso que trata exclusivamente sobre Canarias. La obra, de fray Alonso de Espinosa, es una de las fuentes etnohistóricas más importantes sobre el pasado del Archipiélago, siendo citada y comentada por la mayoría de historiadores posteriores.

Fue concebida para dejar constancia escrita del origen y los milagros de la popular virgen morena. Para ello, Espinosa efectuó un encomiable trabajo de campo recogiendo testimonios, empapándose a menudo del saber oral de los guanches viejos o de sus descendientes inmediatos. Así, a la vez que perpetuaba la grandeza de su estimada imagen, lo hacía también con el no menos interesante pasado isleño.
- "La Historia de Nuestra Señora de Candelaria" se divide en cuatro libros. El primero de ellos constituye el marco geográfico e histórico del tema principal de la obra, incluyendo la descripción de la isla de Tenerife y sus antiguos pobladores. El texto, junto con el tratado histórico atribuido a fray Juan de Abreu Galindo y el libro de Leonardo Torriani, «es la mejor fuente de que disponemos sobre el modo de vivir y las costumbres de los guanches», en opinión del profesor Cioranescu (Espinosa 1980: XXVIII).

En el Libro Segundo, los guanches ejercen de actores principales en la narración de la aparición de la Virgen. Los bandos de Güimar y Taoro serán los más mencionados: el primero, por haber sido el lugar donde apareció la imagen; el otro, por tratarse del menceyato más importante de la Isla. El tercer libro se ocupa de la conquista de Tenerife y de la historia de la imagen de Candelaria, mientras que en el Libro Cuarto se exponen los milagros atribuidos a la Virgen.
- En cuanto a libros antiguos sobre Candelaria, varias copias han sobrevivido hasta nuestros días, pues existen sendos ejemplares en la Biblioteca Nacional de París, en el British Museum de Londres, en la Hispanic Society de Nueva York y en la biblioteca particular del duque de T’Serclaes» (Espinosa 1980: XXXV-XXXVI). Además, menciona una copia adquirida por El Museo Canario de Las Palmas, otra en posesión de un particular de Tenerife y, por último, un ejemplar que desapareció «modernamente» de la Biblioteca Municipal Central de Santa Cruz de Tenerife, y que «probablemente sigue existiendo, sin que conozcamos su paradero» (Espinosa 1980: XXXVI).[50]

## Ajuares de la Virgen
El Real Convento de Nuestra Señora de la Candelaria y su Santuario, fueron históricamente los más ricos de cuantos existían en el Archipiélago Canario, debido a la sugestiva presencia de la Patrona de Canarias.
El historiador lagunero José Rodríguez Moure trató las piezas más importantes del tesoro del Santuario, basándose en un inventario de 1769 custodiado en el Archivo Municipal de San Cristóbal de La Laguna. Destacan las alhajas donadas a la Virgen (muchas en la actualidad desaparecidas por el Temporal de 1826 y la Desamortización de la década siguiente), como el antiguo baldaquino o templete procesional de plata y el sol (1760), obra del platero lagunero Pedro Bautista Remón Pérez; los blandones y candeleros del altar mayor; la corona de oro donada por Diego Manuel Bocano y Almeyda; el frontal del altar (1677), regalo de Luis Fernández de Córdoba y Benavides (marqués de Guadalcázar); el sagrario del trono de plata, parte del cual fue donado por el Corregidor Juan Núñez de Arce; un juego de altar y un aguamanil, donados por el entonces obispo de Caracas, Juan López Arbuto de la Mota; dos custodias de sol, etc.

### Baldaquino de la Virgen

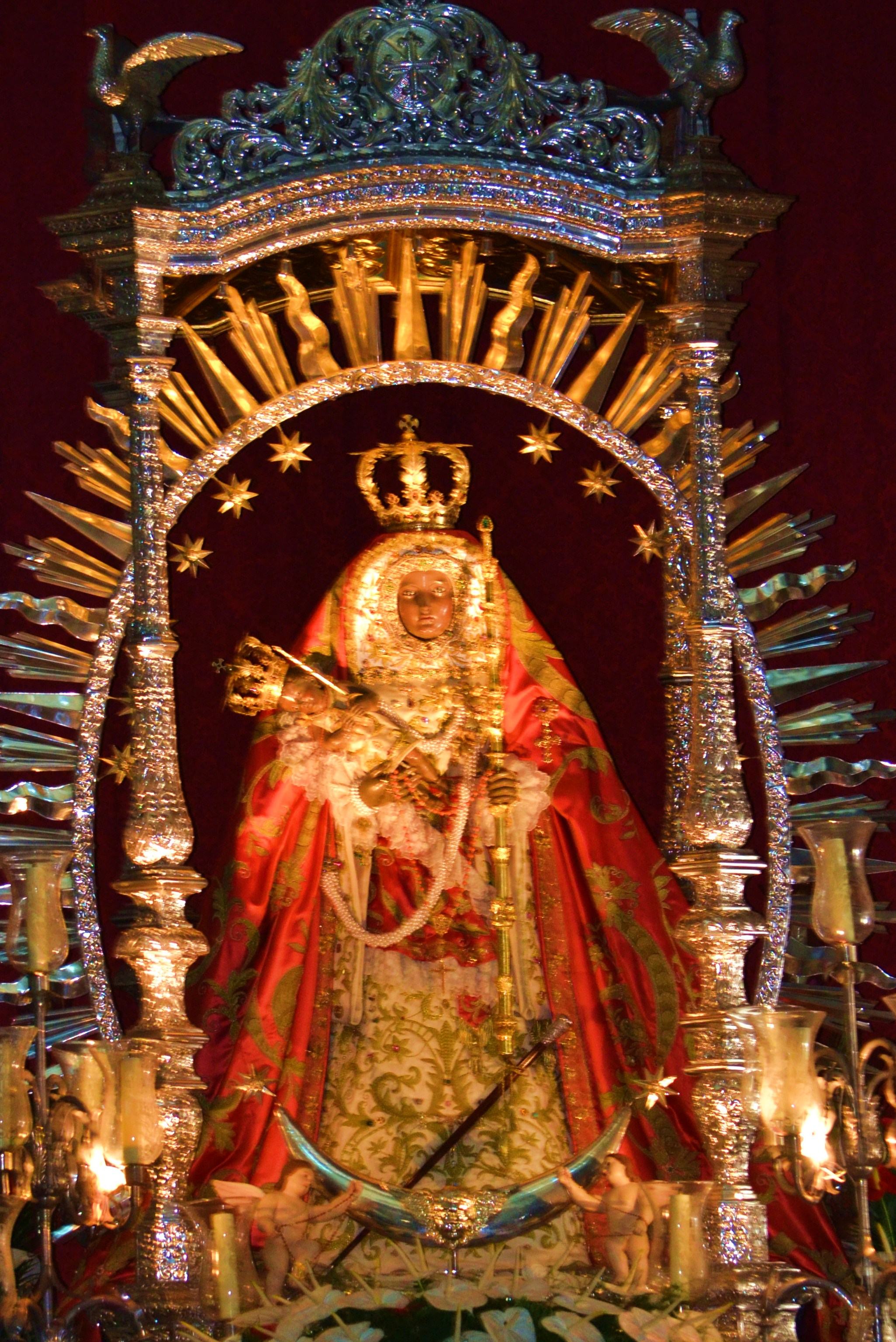
Virgen de Candelaria, en su baldaquino de plata procesional

El trono, andas o baldaquino actual de la Virgen de Candelaria fue realizado por el artista lagunero Juan Ángel González García (1946-2020), considerado el último orfebre de Canarias y heredero de la técnica del repujado barroco lagunero del siglo XVIII. Este trono se realizó según diseño del canónigo José Siverio Pérez (1928-2019), el cual se inspiró en las andas de baldaquino de la Virgen del Carmen del municipio de Los Realejos. Este trono fue estrenado en 1989, con motivo del Centenario de la Coronación canónica de la Virgen de Candelaria y realizado a iniciativa del entonces rector de la Basílica, Jesús Mendoza González (1944-2013).
Está formado por cuatro columnas exentas que sustentan el techo o cielo, el cual está repujado en oro por su parte interior. En las esquinas superiores del baldaquino aparecen cuatro aves de plata haciendo ademán de emprender vuelo, las cuáles concuerdan con la iconografía de las palomas o tórtolas que según la Ley de Moisés tanto la Virgen María como su esposo San José entregaron en el Templo de Jerusalén durante la presentación de Jesús, que es lo que representa la iconografía de la Candelaria. A los pies de la Virgen hay un cuarto creciente o media luna de plata con dos estrellas doradas en las puntas de la misma. A ambos lados se encuentran dos ángeles de madera policromada que sostienen cada uno un rosario, haciendo referencia a la iconografía de la Virgen del Rosario, la principal advocación mariana de la Orden dominica, que es la que custodia el Santuario de Candelaria. La Virgen está envuelta en un sol de plata con doce estrellas de ocho puntas que hace referencia al Apocalipsis 12, "Apareció en el cielo una señal grande, una mujer vestida de sol, con la luna a sus pies". En los cuatro paneles triangulares de plata labrada que rematan el techo del baldaquino, aparecen cincelados escudos heráldicos entre los que descatan el Escudo de Canarias y el de la Orden dominica. 
Este trono es el utilizado por la Virgen para procesionar por las calles de la Villa Mariana de Candelaria en sus dos fiestas anuales del 2 de febrero y el 15 de agosto. En dos ocasiones lo ha utilizado también para sus traslados o visitas a Santa Cruz de Tenerife, concretamente en 1994 y 2002. En sus visitas a la ciudad de San Cristóbal de La Laguna suele utilizarse un baldaquino cedido por alguna cofradía o hermandad lagunera como una costumbre establecida en la visita de 1997 (en el quinto centenario de la fundación de la ciudad), en la cual la Virgen de Candelaria se trasladó en el trono de la Virgen de los Dolores del Convento de Santa Clara. Posteriormente utilizaría en los siguientes traslados a la capital diocesana, el trono de la Virgen del Rosario de la Iglesia de Santo Domingo de Guzmán (2009) y el de la Inmaculada Concepción de la parroquia matriz de la isla (2018), en esta última ocasión en visita extraordinaria a Santa Cruz y La Laguna por el bicentenario de la diócesis Nivariense.

### Mantos, sayas y joyas
En la actualidad, uno de los asuntos que más llaman la atención a los fieles es el ritual secreto de vestición de la Virgen, ya que en las fechas cercanas al 2 de febrero y al 15 de agosto, la imagen es bajada en secreto del camarín hasta colocarla en el trono baldaquino procesional repujado en plata, donde se la reviste con los mantos de festejos. De esta labor se encargan una cuadrilla de voluntarios y los frailes, todos ellos hombres, algo muy peculiar cuando lo habitual es que las imágenes marianas cuenten con una corte de camareras. La Virgen de Candelaria cuenta en total con una treintena de mantos, entre los de diario, los de las fiestas y los de las grandes ocasiones. La imagen se carga a mano al trono, donde se la viste y se le colocan las numerosas joyas, fruto de donaciones. Este "ritual" de vestición de la Virgen también se efectúa durante todo el año, en la que se le cambia el color de los mantos conforme a los tiempos litúrgicos.
Entre los mantos destacados de la Virgen destacan:
- Mantos azules en infinidad de tonalidades (celeste, marino, turquesa, etc.). El celeste fue regalado por la comunidad hindú de Canarias.

- Mantos rojos en infinidad de tonalidades (claro, fuego, granate, etc.). Algunos de ellos regalados por la comunidad de los Dominicos de Candelaria y la comunidad hindú.

- Manto verde (dos de la misma tonalidad, además de otro verde adamascado). Uno de ellos regalados por una familia de Garachico que actualmente viven en Madrid.

- Manto morado o de penitencia.

- Manto salmón o rosado.

- Mantos blancos y de tisú (marfil, beis, etc..).

- Manto dorado (el original de la Virgen).

- Manto marrón.

- Manto oro viejo.

- Manto fucsia, también llamado "Manto del 15 de agosto". Fue donado por un devoto anónimo y se estrenó en las Fiestas de agosto de 2013. Es un manto de terciopelo muy valioso con bordados en oro y que tiene la particularidad de que en él está fusionada la simbología de la Virgen (la candela) con la símbología de la Festividad de la Asunción que se celebra el 15 de agosto (de ahí su nombre popular).

Destacadas sayas de la Virgen:
- Dorada (tradicional).

- Blanca.

- Azul.

- Salmón estampada de flores.

Coronas y joyas:
- La corona de diario es la que usa en el camarín.

- La corona de salida que usa en sus fiestas.

- Varias candelas de oro.

- Rosarios de oro y piedras semipreciosas.

- Diferentes pulseras y anillos.

## La Virgen y los Papas
A lo largo de los siglos, diferentes Papas han respaldado y reconocido la importancia de esta devoción en la Historia de Canarias. El culto a La Candelaria ha sido devoción afortunada en indulgencias, patronazgos, y gracias especiales otorgadas por los Romanos Pontífices a lo largo de la Historia: 
- En 1542, el Papa Paulo III, en bula fechada en Roma el 11 de marzo de ese año concede a los Religiosos Dominicos, a perpetuidad, la imagen y el Santuario de Nuestra Señora de la Candelaria.[59]

- En 1599 el Papa Clemente VIII la nombra Patrona de las Islas Canarias.[21][22]

- El mismo Papa Clemente VIII, en 1630 ratifica tal patronazgo sobre el archipiélago.[3]

- El 25 de mayo de 1650, el Papa Inocencio X concedió con su Bula "Inocentius Papa" que se instituyera la Cofradía de Nuestra Señora de Candelaria, para mayor fomento de la piedad y devoción hacia la Sagrada Imagen. Además, le otorgó a dicha cofradía numerosas indulgencias y privilegios.[60]

- El 12 de diciembre de 1867, el Papa Pío IX la declara Patrona Principal del Archipiélago Canario.[3]

- El 13 de octubre de 1889, tuvo lugar la coronación canónica y pontificia de la Virgen de Candelaria, mediante Bula Pontificia del Papa León XIII en la que se le otorga tal privilegio.[61]

- En el año 2009, coincidiendo con el 50 aniversario de la consagración del actual Santuario, el Papa Benedicto XVI emitió una bendición apostólica en la cual ratificaba a la Virgen de Candelaria como Patrona de todo el Archipiélago.[28]

- El 24 de enero de 2011, el Santuario de Candelaria es elevado a la dignidad de Basílica menor "de muy buen grado" por el mismo Papa Benedicto XVI.[62] Lo que le permite al Santuario exhibir las insignias pontifícias y tener una particular relación con la Cátedra de San Pedro y con el sumo pontífice.

## Devoción actual en las Islas Canarias

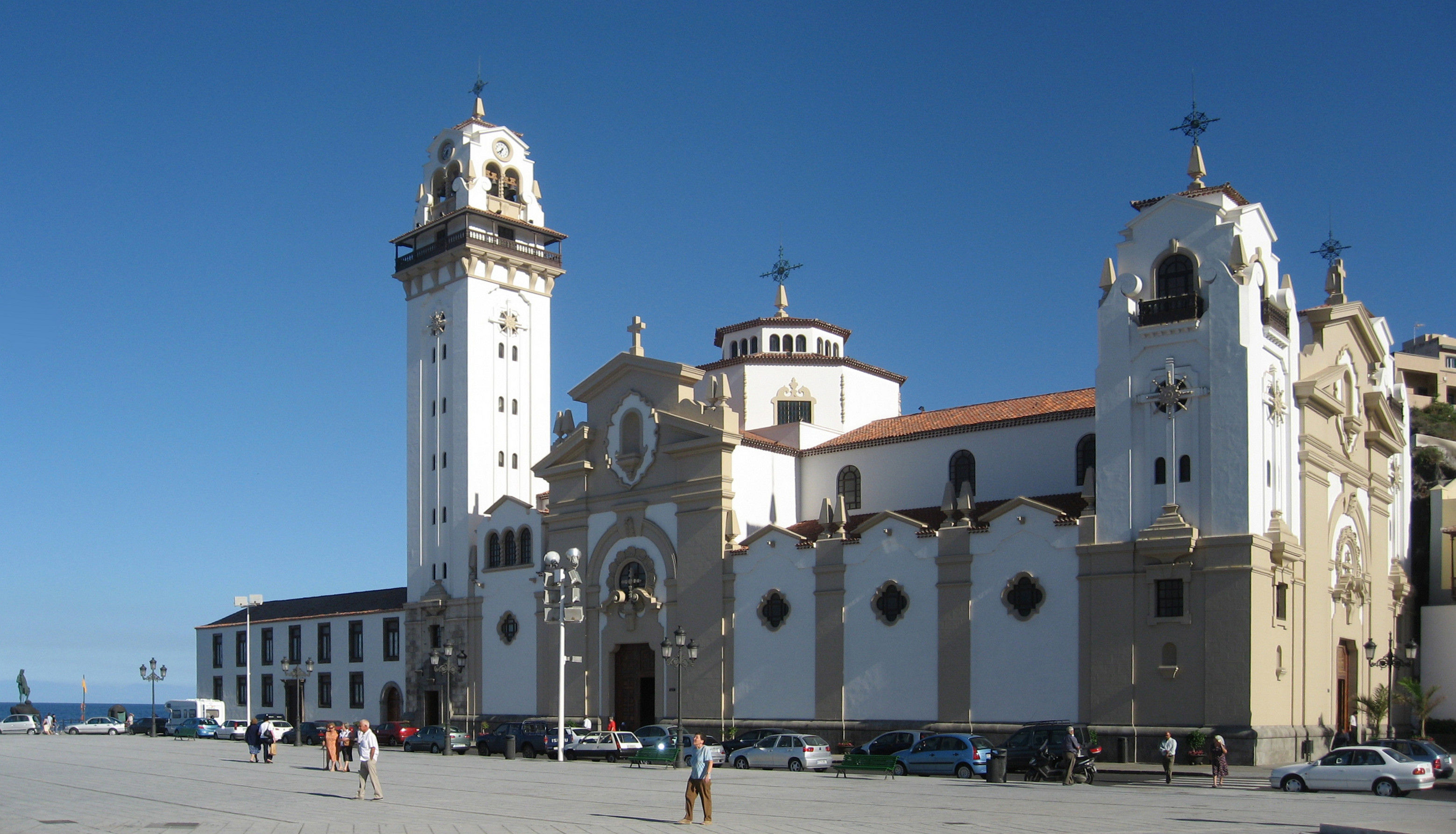
Basílica de Nuestra Señora de la Candelaria, lugar donde se encuentra y se venera la imagen de esta virgen

Como patrona general del archipiélago, la Virgen de Candelaria tiene un papel especial en las celebraciones religiosas de las Canarias, España. Como la talla original desapareció en el mar en 1826 a consecuencia de un aluvión, se creó una réplica que se encuentra actualmente en la Basílica de Candelaria, en Tenerife, siendo el autor el escultor orotavense Fernando Estévez.
La Virgen de Candelaria, se encuentra en lo alto del altar-camarín de la Basílica de Nuestra Señora de la Candelaria, a donde pueden acceder los fieles varias veces al día cuando acaban las misas. La Virgen de Candelaria está entronizada en un trono de madera con motivos vegetales dorados y rodeada de dos ángeles a los lados, la Virgen tiene un cuarto creciente (media luna) a sus pies, que hace alusión al Apocalipsis 12, "Apareció en el cielo una señal grande, una mujer vestida de sol, con la luna a sus pies". A la imagen de la Virgen que es de vestir, se le cambian frecuentemente los mantos por otros de diferentes colores.
La comunidad hindú de Tenerife también venera a la Virgen de Candelaria. Esta comunidad le ha regalado a la Virgen de Candelaria multitud de mantos ricamente bordados. Tanto la Basílica de la Candelaria como la Virgen tienen la categoría de Bien de Interés Cultural, declarada como tal por el Gobierno de Canarias.
En 1991 tuvo lugar el hermanamiento de la Villa Mariana de Candelaria con la Villa Mariana de Teror (Gran Canaria), hecho que es considerado como trascendental en la historia religiosa, cultural y social de Canarias. Esto se debió principalmente a que en ambas villas se veneran las dos imágenes marianas más populares del archipiélago canario: la Virgen de Candelaria y la Virgen del Pino. Desde entonces una representación municipal de Teror encabezada por el alcalde acude y participa en las Fiestas de la Virgen de Candelaria en agosto.
A la Virgen de Candelaria se la llama cariñosamente en Canarias "La Morenita". En España existen otras vírgenes negras conocidas con el nombre de "morenita" o "moreneta" (esta última palabra en catalán) como la Virgen de Montserrat, (Barcelona, Cataluña) o la Virgen de Lluc, (Mallorca, Baleares).
Una canción popular de la Virgen de Candelaria dice:

"Virgen de Candelaria,

La más bonita, la más morena,
la que tiende su manto

desde la cumbre hasta la arena."

En 2024 fue estrenada la primera ópera dedicada a la Virgen y a la historia de su hallazgo. La ópera Chaxiraxi, obra del director de orquesta Emilio Coello, y con libreto del músico Benito Cabrera, se estrenó el 8 de agosto de 2024  en la Basílica de Candelaria. La obra tuvo una gran acogida por parte del público.

### Derivaciones de la Virgen de Candelaria

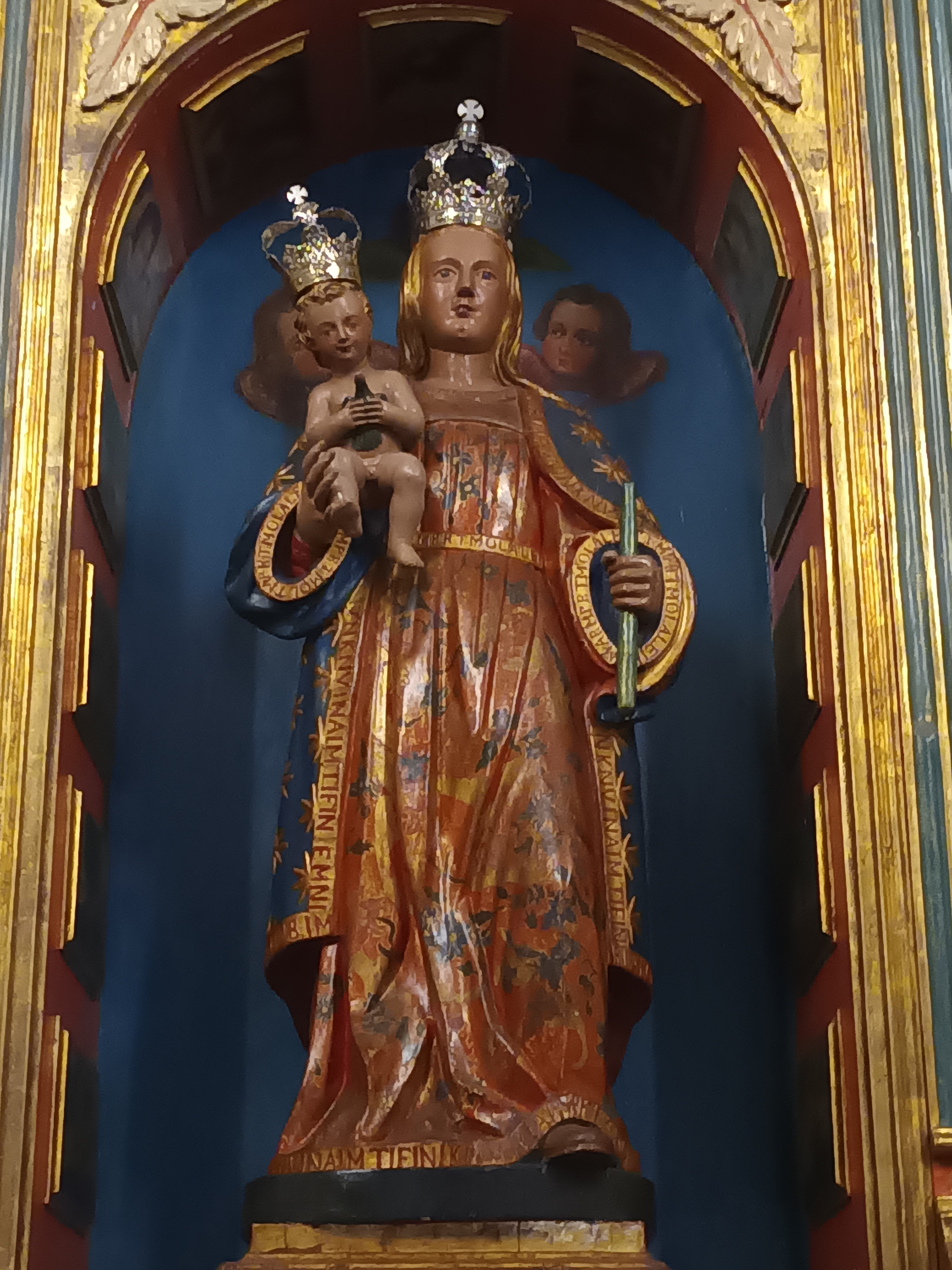
Virgen de Candelaria de Adeje, considerada la más fiel copia de la imagen original venerada por los guanches

Además de la Virgen de Candelaria, existen en Tenerife otras advocaciones marianas vinculadas a la Virgen de Candelaria y a su historia, entre ellas:
- Virgen del Socorro de Güímar: Imagen que toma el nombre de cuando la Virgen de Candelaria, se apareció en Chimisay, el mencey guanche la intentó trasladar el mismo con sus propias manos, pero la talla experimentó un gran peso, hasta el punto que el rey hubo de pedir socorro a sus súbditos, para que lo ayudaran. La imagen de la Virgen del Socorro data de 1630 y se venera en la Iglesia de San Pedro Apóstol (Güímar), la iconografía de la imagen es la misma que la de la Virgen de Candelaria, solo que la Virgen del Socorro es blanca, siendo la de Candelaria morena.

- Virgen de Chinguaro: Imagen que es una pintura, y que toma el nombre en memoria de la estancia en la que estuvo la Virgen de Candelaria en la Cueva de Chinguaro en Güímar, justo después de aparecerse la imagen a los guanches. La Cueva de Chinguaro era la cueva-palacio del Mencey de Güímar, y fue (junto con la Cueva de Achbinico en Candelaria), el primer santuario cristiano de Canarias.

- Virgen de Candelaria de Adeje: Talla de la Virgen de Candelaria que se conserva en la Parroquia de Santa Úrsula en el municipio sureño de Adeje. Sobre su origen hay muchas teorías, hay quién dice incluso que pudiera ser la imagen original de la Virgen de Candelaria aparecida a los guanches. Aunque esta teoría no ha sido aún probada.

### Devoción a la Virgen de Candelaria en las demás islas de Canarias
Aunque su Santuario principal se encuentra en Tenerife, como Patrona de Canarias que es, la Virgen de Candelaria es igualmente venerada en otros municipios de todas las demás restantes islas de Canarias:
- En Gran Canaria: La Virgen de Candelaria es la patrona de los municipios de Ingenio y Moya, y del barrio de Tara en Telde.

- En Lanzarote: Se encuentra una iglesia suya en Tías y en Tinajo. También se la tiene en La Graciosa en Caleta del Sebo.

- En Fuerteventura: En La Oliva, está la Virgen de Candelaria.

- En El Hierro: Es la patrona del municipio de La Frontera.

- En La Gomera: Se la venera de forma especial en Chipude (Vallehermoso).

- En La Palma: Se la tiene en Santa Cruz de La Palma, en Los Llanos de Aridane y en Tijarafe.

## Himnos de la Virgen de Candelaria
El himno histórico y popular de la Virgen fue compuesto por el canónigo M.I. Sr. D. Manuel Díaz Pacheco:

"Salve, salve, Virgen morenita,

dulce madre del divino amor,

clara estrella de esperanza nuestra,

luz que irradia del eterno sol.

De Canarias la Patrona excelsa

nuestras islas con fervor te aclaman,

y admirando tu piadoso influjo,

Madre y Reina con amor te llaman.

Tu candela nos alumbra y guía

por la senda de la fe más alta,

como un faro que señala al mundo

los caminos de la Eterna Patria.

Templo abierto diéronte las cumbres

y de arena bello ser la playa,

blanco perla tu dosel las nubes

y su arrullo las marinas aguas.

Candelaria, pueblo venturoso,

relicario de tu imagen santa,

horno y centro del amor isleño,

cuna y fuente de la fe canaria."

Existe otro himno más reciente cuya letra es de Manuel Perdomo Alfonso:

¡Salve, tú, celestial Virgen Morena

de las islas Patrona preferida;

beso suave del sol que el rostro quema

y en el cielo canario estrella unida!

Plenitud fecundante de los campos:

protectora ideal del pescador;

oración y nostalgia en mundo extraño

al amparo de tu bello fulgor.

Tenerife te da un dosel de cumbres,

sobre un trono de rocas y de flores,

te custodia en los velos de sus nubes

y te ofrenda en el volcán de sus amores.

¡Salve, tú, mi divina soberana

que la estela del mar vino a traer

a la tierra del Teide que te aclama

inmortal atalaya de la fe!

Plenitud fecundante de los campos;

protectora ideal del pescador:

Virgen Morena de la Candelaria

¡excelsa gloria del cristiano amor!.

## Salve de los Mareantes a la Virgen de Candelaria

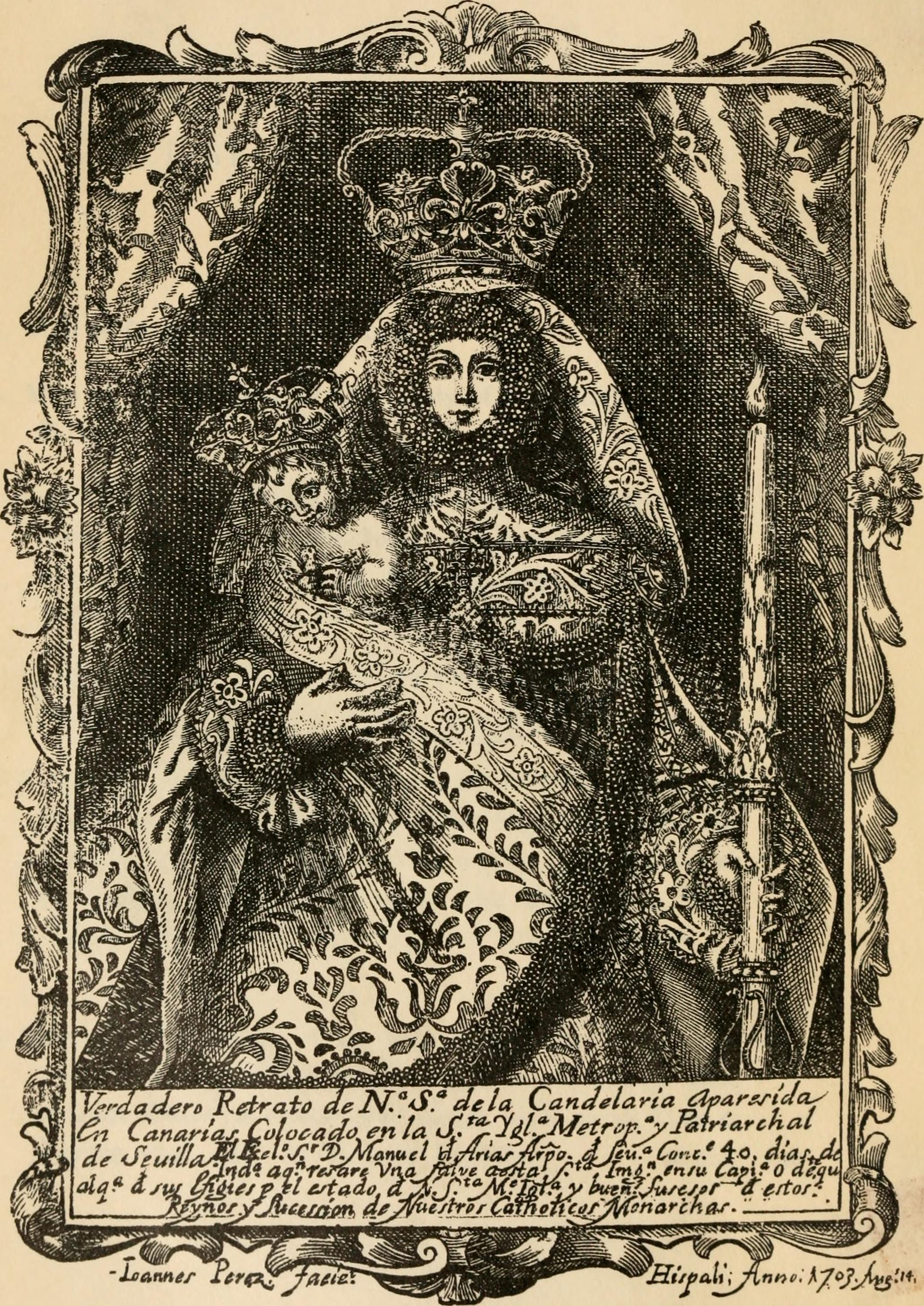
Grabado que representa un retrato de la Virgen de Candelaria (Patrona de Canarias) conservado en la Catedral de Santa María de la Sede de Sevilla

La asociación de la Virgen María en su advocación de la Candelaria con los marineros y mareantes se debe a múltiples factores: la historia de su aparición a los aborígenes guanches a la orilla del mar; la Virgen que porta la candela se yergue como luz en la tempestad y estrella salvadora de los pescadores; al tiempo que iconográficamente se trata de una Virgen que invoca o es invocada. Muchos milagros relacionados con el mar fueron atribuidos a la Candelaria, así el fraile dominico Fray Alonso de Espinosa escribió «son tantos los milagros que esta Señora hace por los mareantes, que de solos ellos se pudiera hacer larga historia [...] Que navegando navíos con grandes tempestades y llamando a Nuestra Señora de Candelaria, han sido por ella socorridos visiblemente, viéndola en el mástil mayor o en la popa de los navíos».
Los gremios de mareantes tuvieron gran importancia en la sociedad canaria del siglo XVIII, época en la que se data la Salve de los Mareantes a la Virgen de Candelaria, de autor anónimo, y cuya melodía y letra fueron publicadas por la Biblioteca Musical Isleña en 1940 en una importante colección de diversos géneros canarios adaptados para piano. La Salve de los Mareantes a la Virgen de Candelaria debió de gozar de cierta popularidad también fuera de Canarias, especialmente en Andalucía, pues en el texto que acompaña la partitura original refiere que el obispo de Cádiz, Fray Tomás del Valle, aprobó la interpretación de la misma en 1750 y se cantaba, al menos hasta mediados del siglo XX, en honor a la Patrona de Canarias.

Recibe nuestro cantar, luciente estrella del mar.

A vos isleña divina morenita celestial.

Oh Virgen de Candelaria lucida estrella del mar.

Pues gozáis tantas grandezas, gozosos os quiero cantar.

Recibe nuestro cantar, luciente estrella del mar.

Oh tú Madre la más linda, toda dulzura y piedad.

Imán del seguro norte al más tempestuoso mar.

Puerto alegre playa clara sin riesgo de zozobrar.

Recibe nuestro cantar, luciente estrella del mar.

Feliz atlante dichoso nevado hermoso galán.

Altivo Teide canario pirámide de cristal.

Gozas en tu nácar concha de perla tan sin igual.

Recibe nuestro cantar, luciente estrella del mar.

Contas isleño horizonte en tus playas de coral.

Entre argentadas espumas, vieron mil veces brillar.

Flamígeras luces signos de tu guardia angelical.

Recibe nuestro cantar, luciente estrella del mar.

Algún viajero María con toda prosperidad.

Oh Virgen de Candelaria luciente estrella del mar.

Recibe nuestro cantar, luciente estrella del mar.

## La Virgen de Candelaria y los Emigrantes Canarios
Pero será con la notable migración canaria acaecida en todos los confines de Venezuela, Colombia y Latinoamérica desde el último tercio del siglo XVII, en la que un considerable número de familias de ese origen se desplazan a esas tierras cuando estos nuevos colonos difundirán por todos los lugares que se asientan el culto a su Patrona. El culto a la Candelaria se difundió por las siete Islas Canarias, y el conjunto de los inmigrantes isleños llevarían a América como seña de identidad a la Candelaria. Un fenómeno muy parecido a la difusión del culto a San Patricio por los Estados Unidos por parte de los emigrantes irlandeses.
La razón es obvia, en primer lugar, por ser la Virgen más extendida por toda la faz insular y, en segundo lugar, por constituir la emigración tinerfeña la abrumadoramente mayoritaria al ser la isla más poblada, cuyo número entonces superaba al conjunto de las restantes, y por ser la más afectada por la crisis vinícola, al ser la que dependía más estrechamente de la cotización de sus caldos. Actualmente la Virgen de Candelaria está representada en toda Latinoamérica.

## Las Fiestas de la Virgen de Candelaria (Fiesta Patronal del Archipiélago Canario)

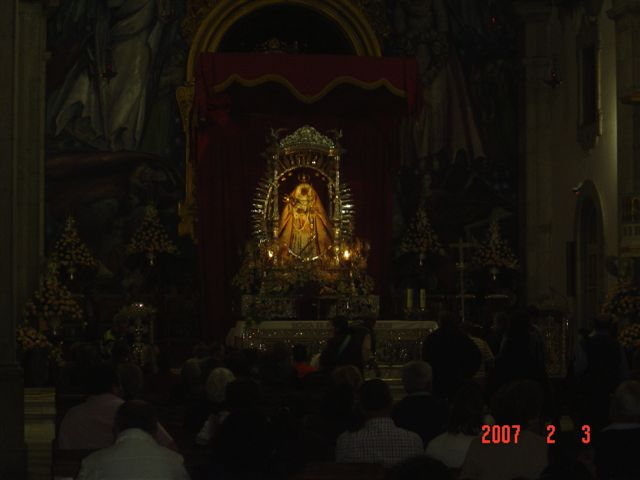
Virgen de Candelaria, en su trono procesional

Tras la conquista de la isla de Tenerife se instaura la festividad de la Virgen el 2 de febrero coincidiendo con la festividad de la Presentación de Jesús en el Templo y la Purificación de la Virgen María. Previamente los guanches celebraban una festividad en torno a la imagen de la Virgen durante la fiesta del Beñesmen en el mes de agosto. Esta era la fiesta de la cosecha, era el tiempo en que los guanches recogían sus cosechas de cebada y trigo, lo cual marcaba el inicio del año. En la actualidad, la fiesta de la Virgen de Candelaria se celebra además del 2 de febrero también el 15 de agosto, día de la Asunción de la Virgen María en el santoral católico (esta última se celebra desde el siglo XVIII). Para algunos historiadores, las fiestas celebradas en honor a la Virgen durante el mes de agosto son una reminiscencia sincretizada de las antiguas fiestas del Beñesmen aborigen.
En las fechas cercanas al 2 de febrero y al 15 de agosto (días de su fiesta), la imagen es bajada del camarín hasta colocarla en un espléndido trono baldaquino procesional repujado en plata. Mientras la Virgen está en su trono procesional se coloca en un lateral de la nave central de la basílica, justo debajo de la cúpula y con un dosel colocado tras el trono. Allí la Virgen permanece más cerca de sus fieles hasta que termina su fiesta, cuando regresa de nuevo al camarín. 

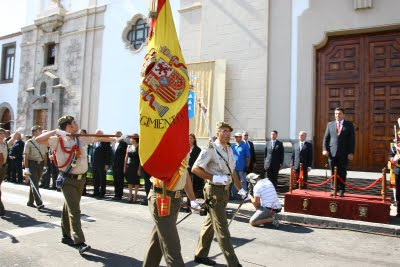
Parada militar ante el representante de Su Majestad el Rey de España durante las Fiestas de la Virgen el 15 de agosto delante de la basílica

En la noche del 14 al 15 de agosto se realiza la "Caminata a Candelaria" con gentes venidas de todas las islas y de fuera de ellas, y por supuesto de Tenerife. Al atardecer del 14 de agosto, tiene lugar la representación del hallazgo o aparición de la Virgen a los guanches para después procesionar la sagrada imagen por las calles de la villa donde se tiran fuegos artificiales y se le canta el Himno a la Virgen de Candelaria. A la mañana siguiente ya el día 15 el "día grande" se hace una solemne misa precedida por el obispo de la diócesis Nivariense, un representante del Rey de España y con presencia también del Presidente del Gobierno de Canarias, para después procesionar la imagen de la Virgen de Candelaria alrededor de la Plaza de la Patrona de Canarias. Por la noche de ese día, se celebra la romería ofrenda, floral y folclórica a la Patrona de Canarias en la que participan agrupaciones venidas de todas las Islas Canarias, además de cada uno de los municipios de Tenerife, con trajes típicos de magos, en la que le entregan a la Virgen los productos típicos de la tierra. La Fiesta de la Virgen de Candelaria del 15 de agosto tiene la consideración de Fiesta de Interés Turístico Nacional de España.
Desde el año 2021, la presentación del cartel, pregonero y programa de las Fiestas de agosto de la Virgen se realiza alternativamente en una isla diferente del Archipiélago. Esto, debido a la condición de la Virgen de Candelaria como patrona regional de Canarias. El pregonero suele ser un personaje ilustre de la isla en cuestión: en 2021 en Gran Canaria (siendo pregonero Pepe Dámaso), en 2022 en La Palma (con Luis Morera), en 2023 en Fuerteventura (con Domingo Rodríguez "El Colorao"), en 2024 en La Gomera (siendo pregonero Casimiro Curbelo) y en 2025 en Lanzarote (con Alfredo Díaz, de la Fundación César Manrique).

### Principales actos de las Fiestas de Candelaria
Las Fiestas de la Virgen de Candelaria se celebran dos veces al año, en febrero y en agosto, ambas poseen gran participación y gran cantidad de actos, entre los principales destacan; 
- Febrero (Festividad Litúrgica)
  - 24 de enero: Misa de apertura de las fiestas de febrero, día de la conmemoración del aniversario de la designación del Santuario de Candelaria como Basílica menor.
  - Último fin de semana de enero: Marcha Infantil Misionera.
  - 1 de febrero: Procesión de Las Candelas.
  - 2 de febrero: Misa Pontifical y posterior procesión.
  - 3 de febrero: Misa y procesión de San Blas.

- Agosto (Festividad Popular)
  - Primera semana de agosto: Lectura del Pregón.
  - 14 de agosto: Ceremonia del Hallazgo de la Virgen y posterior procesión.
  - 15 de agosto: Solemne Misa Pontifical y posterior procesión. Por la noche Romería Ofrenda de las Islas Canarias a su patrona.
  - Domingo siguiente al 15 de agosto: Octava de la Virgen, misa de acción de gracias y posterior procesión.

## Los traslados de la Virgen
Como Patrona Universal del Archipiélago Canario, la imagen de la Virgen de Candelaria fue muy utilizada en rogativas para implorar su protección tanto hacia la isla de Tenerife en particular como hacia el resto del archipiélago en general. Según apuntan diversos cronistas, desde 1555 a 1789, la imagen de la Virgen de Candelaria visitó la ciudad de San Cristóbal de La Laguna en más de 29 ocasiones y por diferentes motivos. Sobre todo por cuestiones de sequías, temor a invasiones piráticas, epidemias, plagas de la langosta o cigarra, y también ante posibles erupciones volcánicas. 
Fuera cual fuere el motivo, la mayoría de estas peregrinaciones consistián en trasladar a la Virgen a la ciudad de San Cristóbal de La Laguna, capital del archipiélago en aquella época, posteriormente se rezaba una novena y diversos ritos para pedir el bien por el que la Virgen había peregrinado a la ciudad. Tras esta rogativa, la imagen volvía a su Santuario en Candelaria. La duración de estas estancias de la Sagrada Imagen fuera de su Santuario, era sumamente variable, siendo lo más común que durase algunas semanas. Tan sólo en la de 1705, permaneció en La Laguna desde el 3 de febrero al 7 de junio debido al temor de que una erupción volcánica del Teide pudiera venir sobre Candelaria y hacer desaparecer la imagen y su Santuario. En esta ocasión, los ríos de lava bajaban por el Valle de Güímar, dirigiéndose hasta la Ermita de la Virgen del Socorro y la playa de Chimisay (el lugar en donde se había aparecido la Virgen). Pero el torrente de lava se dividió, dejando a salvo la Ermita del Socorro y todo el entorno, lo cual fue considerado un milagro de la Virgen.
La Virgen de Candelaria y el Cristo de La Laguna fueron las dos imágenes "oficiales" que utilizaba el Cabildo de Tenerife en dichas rogativas, aunque también se usaban otras, tales como la Virgen de los Remedios, San Cristóbal, la Inmaculada Concepción, San Juan Bautista, etc.
Antiguamente, la imagen era trasladada a La Laguna en unas andas o litera de madera, portada por los guanches que tenían una cofradía dedicada a la Virgen, a los que el Cabildo les reservaba ese derecho, por ser dos pastores aborígenes los que encontraron a la imagen antes de la conquista. Además existía todo un ritual, pues había que pararla en la Cruz de Los Baldíos y colocarla en un sillón en el que era conducida hacia la ciudad, la recibía el clero y hermandades de la parroquia de La Concepción, desfilaba en procesión por la calle de Las Candilas, entraba en la iglesia citada por la conocida como Puerta del Mediodía y la depositaban en el camarín, donde se ponía a la venerada imagen en andas y era adornada con sus joyas y vestidos. Actualmente, cuando la Virgen es trasladada a Santa Cruz de Tenerife o a La Laguna usa el llamado trono-móvil o "Yaya-móvil" como es conocido popularmente. Este transporte para grandes recorridos tiene una urna de metacrilato que protege la imagen. La primera vez que estrenó este trono, en su versión actual fue en el año 2002, año en que la Virgen de Candelaria se trasladó a Santa Cruz.

### Cronología de los traslados de la Virgen de Candelaria

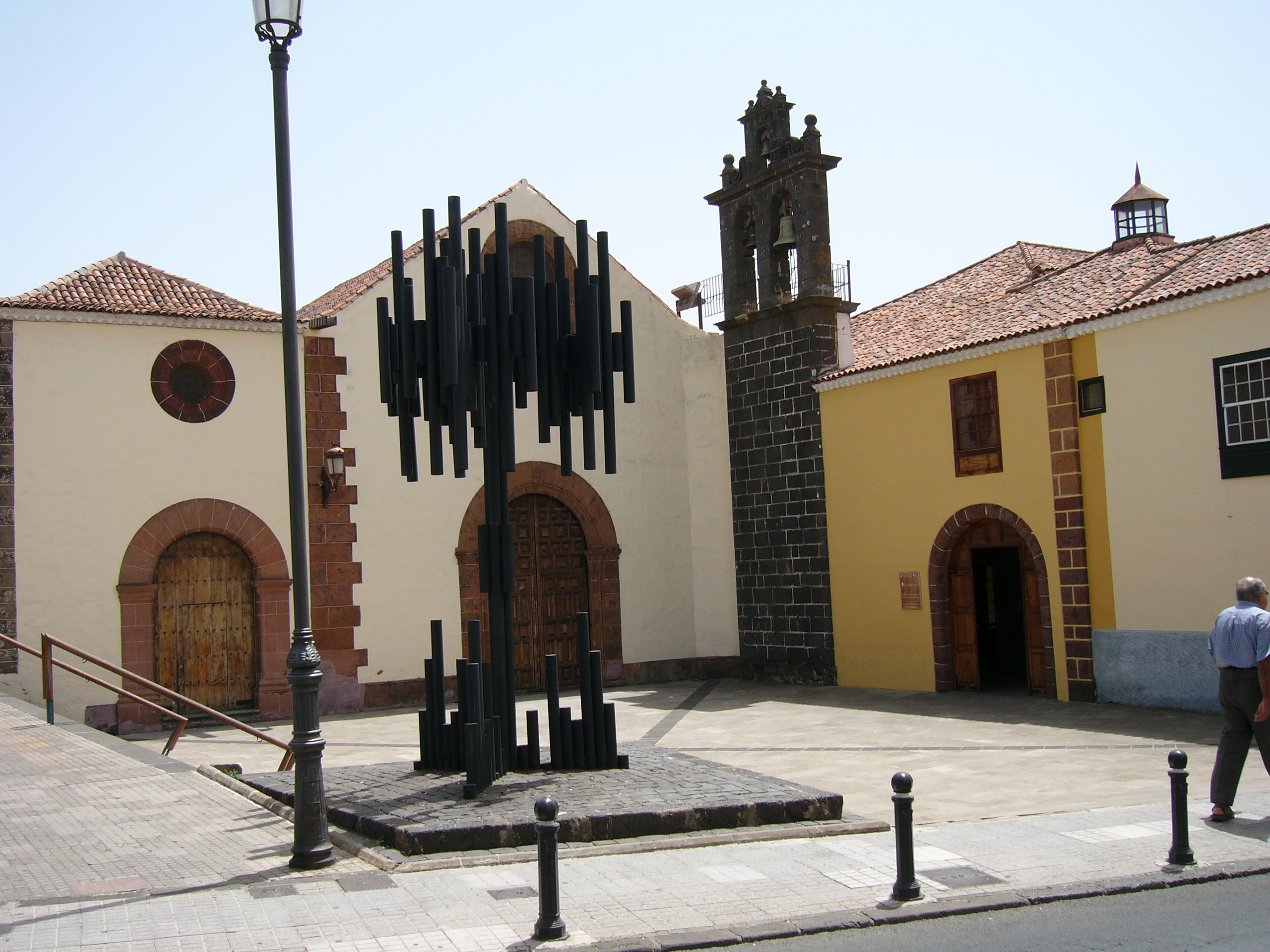
La Parroquia de Santo Domingo de Guzmán, fue el primer templo lagunero que acogió a la Virgen durante su primera estancia en La Laguna en 1555

A lo largo de los siglos, desde mediados del siglo XVI, la imagen de la Virgen de Candelaria fue trasladada en diversas ocasiones y por diversos motivos a la ciudad de San Cristóbal de La Laguna, la antigua capital insular. A partir del siglo XX, comienza la Virgen a peregrinar también a la actual capital, la ciudad de Santa Cruz de Tenerife.
- El 30 de enero de 1555, la imagen de la Virgen de Candelaria visita por primera vez la ciudad de La Laguna. Este primer traslado se realizó por temor a los franceses y a los ataques que habían realizado con anterioridad en las costas, y precisamente en la costa se encuentra el Santuario y Real Convento de la Virgen. La imagen se hospedó en el Convento de Santo Domingo de Guzmán (hoy parroquia), en donde tuvo lugar el presunto milagro en el que la imagen de la Virgen regresó sola a su santuario de Candelaria.

- En 1562, por iniciativa del Cabildo, la Patrona de Canarias fue llevada a La Laguna para que terminara con una gran sequía. El Santísimo Cristo de La Laguna sale a recibir a la Virgen de Candelaria hasta las "Montañetas de los Baldíos" (hoy de los Molinos), acompañado de los fieles con las cruces parroquiales y el clero. A partir de aquí, el Cristo de La Laguna sale a recibir a la Virgen en sus visitas a la ciudad y también, a partir de esta visita, la Virgen se hospeda durante la mayoría de sus peregrinaciones a la ciudad en la Iglesia de Nuestra Señora de la Concepción, parroquia matriz de la ciudad y de la isla.

- En 1566, por sequías. Por disposición del Cabildo de Tenerife. Según las crónicas, el viejo fraile dominico fray Gil de Santa Cruz (con fama de santo en la época), pronunció una súplica y en ese momento comenzó a llover.

- En 1571, de nuevo por sequías.

- En 1572, la Virgen vuelve a visitar la ciudad para pedir la lluvia por la sequía que devastaba la isla.

- En 1576, de nuevo por sequías en los campos. El Cristo de La Laguna sale a recibir a la Virgen de Candelaria.

- En 1577, también por sequías.

- En 1582, se trasladó la imagen a la ciudad para que acabara con la epidemia de peste bubónica que se desató en la isla. En esta ocasión, durante la misa, se le rindieron a la Virgen por primera vez las banderas y pendones de la ciudad, llevadas por las autoridades del Cabildo y de los gremios en medio de los vítores y el clamor de la inmensa cantidad de público. En esta ocasión tuvo lugar el milagro de la curación de un paralítico que pedía lismosnas en la puerta del Convento de Santo Domingo y el fin de la peste.

- En 1583, por la gran necesidad de agua, por sequías.

- En 1588, en el mes de septiembre, por invasiones de corsarios y berberiscos.

- El 9 de marzo de 1596, por temor a ataques corsarios. A la Virgen la llevaron a la ciudad de La Laguna con sus joyas por real decreto del Rey Felipe II, como medida de seguridad ante los ataques de corsarios y berberiscos en las costas.

- El 27 de mayo de 1607, por una terrible plaga de langostas que azotó la isla de Tenerife. Sale la Virgen en rogativas por la ciudad con el Cristo de La Laguna y la Virgen de los Remedios. En esta ocasión, el Cristo fue trasladado hasta la parroquia de Ntra. Sra. de los Remedios (hoy la actual Catedral Nivariense) y, desde allí, junto con la Virgen de los Remedios, partió a recibir la comitiva. Incorporadas las dos procesiones, condujeron al Convento de Santo Domingo a la Virgen de Candelaria, restituyendo luego las otras dos imágenes a sus correspondientes lugares de culto.

- En 1617, por temor a las invasiones africanas. Este traslado se realizó por iniciativa de los frailes dominicos que custodian el Santuario de la Virgen. La imagen fue recibida con palio y guion así como con cruces y pendones de las cofradías, de los gremios y de la propia ciudad.

- En 1620, por el rumor de invasión de moros. La Virgen se hospedó en el Convento de Santo Domingo. La imagen permaneció durante dos meses en La Laguna, hasta que el prior dominico, fray José de Avendañano, pide al Cabildo que acuerde su vuelta al Santuario.

- En 1625, por sequías. La imagen se traslada en el mes de febrero y tras su llegada a la ciudad se descargó una importante cantidad de lluvia que regó los campos y sembrados en toda la isla. Por tal motivo el Cabildo de Tenerife ordenó una función especial de acción de gracias. En esta ocasión hubo un enfrentamiento entre las parroquias de La Concepción y Los Remedios que determinó establecer con carácter de perpetuidad el ceremonial de la traída de la Virgen, recibimiento y despedida: se acordó que la última parroquia que salió a recibir a la imagen en su última visita sería la encargada, en la siguiente, de ir a buscarla a Candelaria y de traerla a la ciudad.

- El 8 de agosto de 1626, por alarma de invasiones de moros. El entonces Provincial de la Orden Dominica, fray Bernardo de Herrera, decreta el traslado a La Laguna de la imagen. Allí permaneció hasta marzo de 1627.

- En 1630, por la escasez de lluvia la Virgen visitó la ciudad de La Laguna. La imagen vuelve a hospedarse en el Convento de Santo Domingo de Guzmán. Además también visitó los conventos de Santa Clara de Asís y Santa Catalina de Siena.

- Del 26 de marzo al 6 de abril de 1634, por ataques de piratas. La Patrona de Canarias retornó a su Santuario de la Villa Mariana de Candelaria en un sillón de viaje (similar al utilizado por la Virgen de los Reyes de El Hierro en sus bajadas cuatrienales). Este sillón o andas de viaje lo ordenó fabricar el Cabildo, para mayor comodidad de traslado en tan largo viaje. La ofrenda tuvo lugar en la Ermita de San Juan Bautista, escenario de las funciones de recibimiento y despedida.

- El 24 de abril de 1650, por sequías. La procesión partió de la Ermita de San Juan (donde había sido puesta en andas, pues había llegado en el nuevo sillón de viaje) para visitar después las parroquias de Los Remedios, y los conventos de Santa Clara, Santa Catalina y Santo Domingo de Guzmán. En este último permaneció hasta que el 6 de mayo fue trasladada a la parroquia de la Concepción para celebrar el segundo aniversario del sudor de la imagen de San Juan Evangelista. Terminada la función, partió de nuevo al convento de Santa Catalina y, al día siguiente, hacia la Ermita de San Juan, desde donde retornaría a su Santuario. Este año el Papa Inocencio X concedió, mediante Bula Pontificia, la fundación de la primitiva Cofradía de Nuestra Señora de Candelaria.

- En 1652, por sequías visitó de nuevo la ciudad de La Laguna.

- En 1658, por sequías.

- Del 16 de noviembre al 29 de diciembre de 1659, por la plaga de langostas.

- En 1661, por sequías.

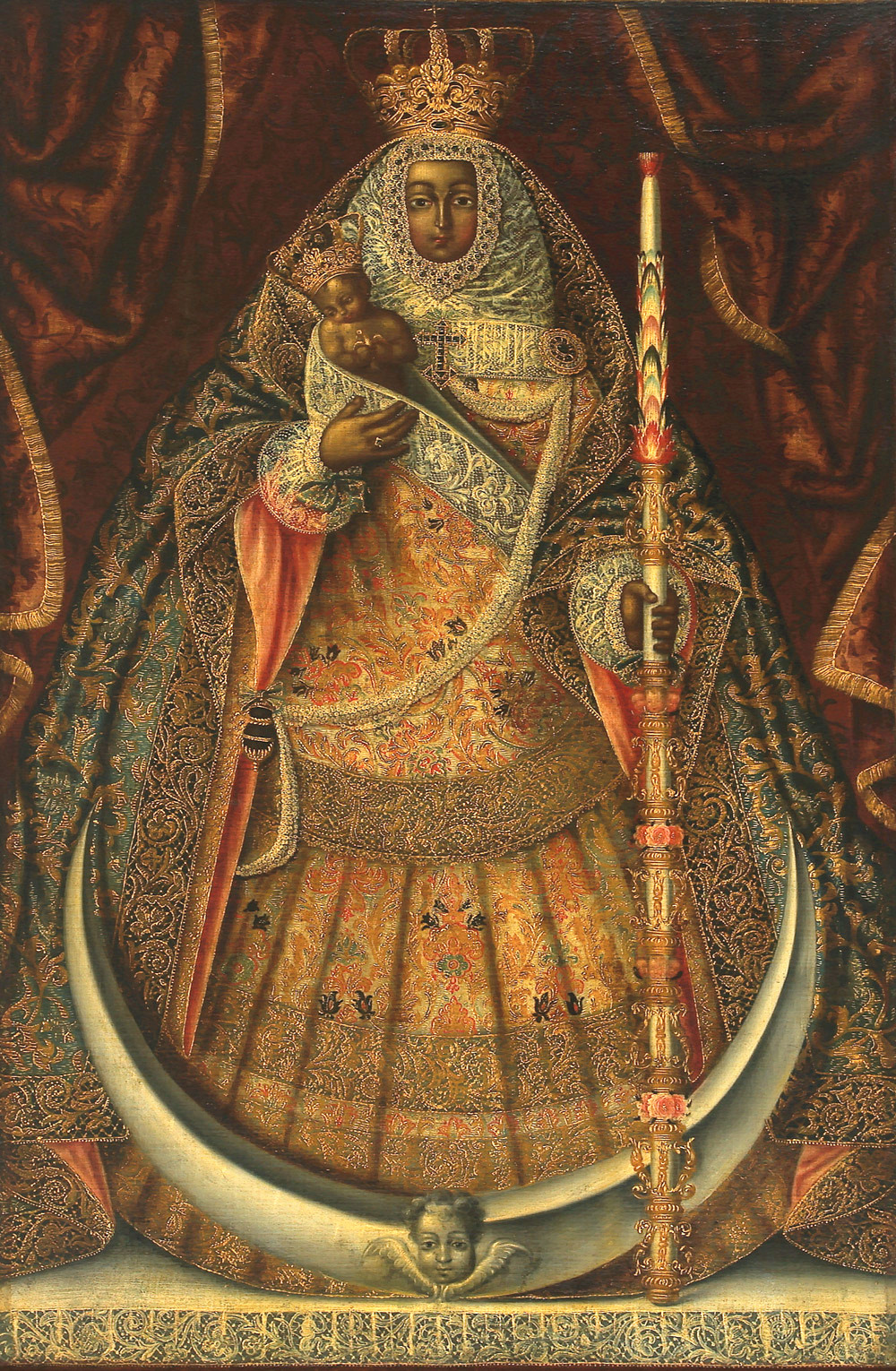
Cuadro que representa la imagen original de la Virgen de Candelaria. Fue realizado por el pintor tinerfeño Cristóbal Hernández de Quintana en el, en pleno apogeo de las peregrinaciones marianas de la imagen a la ciudad de La Laguna. El cuadro se encuentra actualmente en el Museo de Arte de Ponce (Puerto Rico)

- El 14 de marzo de 1668, por mandato del Cabildo, la Virgen peregrina a La Laguna por las sequías que diezmaban a la población. Tiene lugar la supuesta curación de otro paralítico. En esta ocasión el Cabildo ordenó ir en rogativa hasta el Santuario de Candelaria y acompañar la imagen hasta la ciudad. Una vez en La Laguna "cambió el tiempo de solano y abrasador en húmedo y ventoso, resolviéndose el día 19 en abundantes, generales y fertilizadoras lluvias por más de veinte días consecutivos".

- El 8 de marzo de 1677, por la falta de agua y la peste de viruelas. El ceremonial estuvo revestido de inusitada pompa por indicación del obispo Bartolomé García Ximénez Rabadán. Se estableció que durante las visitas de la Virgen la comitiva debía detenerse en la Cruz de los Baldíos, donde sería recibida por el clero y hermandades de la parroquia matriz de La Concepción, pero sin cruz alzada, pues ésta sería únicamente la que venía desde Candelaria. Durante esta visita los pueblos de El Sauzal, Tacoronte, La Victoria de Acentejo y La Matanza de Acentejo acudieron a La Laguna procesionando juntos con las cruces de sus respectivas iglesias.

- En 1680, por sequías.

- En 1683, La Morenita se traslada de nuevo por sequías.

- En 1689, por sequías.

- En 1700, por la fiebre amarilla importada desde La Habana.

- Del 3 de febrero al 30 de marzo de 1701, por la falta de lluvias.

- Del 3 de febrero al 7 de junio de 1705, por el peligro de la desaparición de la imagen de la Virgen y de su santuario por las erupciones volcánicas en el Teide. Este traslado sucedió pese a la oposición del pueblo de Candelaria, temeroso de perder la protección divina de la imagen. Fue una de las estancias más largas de la Virgen en La Laguna y fuera de su Santuario.

- En 1719, por sequías.

- En 1721, por sequías.

- En 1749, por sequías y epidemia pleurítica vuelve la Virgen de Candelaria a La Laguna en donde participó en la procesión del Corpus Christi. En esta ocasión, el pueblo de Tacoronte acudió a la ciudad procesionando a su patrona, Santa Catalina de Alejandría.

- Del 17 de junio al 13 de julio de 1771, por el aumento del precio del trigo, por la gran falta de agua y por la peste. Se hospeda en el Convento de Santo Domingo. A esta traída de la talla de Candelaria a La Laguna acudieron fieles de las localidades de Santa Cruz de Tenerife y Tacoronte.

- El 15 de febrero de 1789, por el incendio del convento de Candelaria. La Virgen vuelve a hospedarse en esta ocasión en el Convento de Santo Domingo.

En 1826, se produce el terrible temporal que hace desaparecer la imagen original de la Candelaria, provocando una gran conmoción en la sociedad de la época. Aunque, en 1830 es bendecida la imagen actual, sin embargo hasta llegado el siglo XX, la Virgen de Candelaria no realizó ninguna salida del municipio de Candelaria. 
- Del 14 al 18 de mayo de 1939, para dar gracias por el fin de la guerra civil española con motivo del Levantamiento Nacional (lo que se llamó las Fiestas de La Victoria). Fue la primera salida de la imagen actual de la Virgen. En esta ocasión visitó la ciudad de Santa Cruz de Tenerife por primera vez en la historia, en esta ciudad permaneció dos días en la Iglesia Matriz de la Concepción, para después trasladarse por otros dos días a la ciudad de La Laguna, en donde se hospedó en la Catedral de La Laguna.

- En 1955, por las Misiones visitó la ciudad de La Laguna. Este traslado coincidió además con el 400 aniversario de la primera visita de la Virgen de Candelaria a La Laguna en 1555.

- Del 16 de octubre de 1964 al 28 de enero de 1965, recorrió por primera y única vez toda la isla de Tenerife, para recaudar fondos para la construcción del Seminario Diocesano Nivariense. Este traslado es particularmente recordado como el mayor acontecimiento religioso y peregrinacional de la Historia de Canarias.

- Del 15 al 28 de octubre de 1994, al cumplirse el 500 aniversario de la fundación de Santa Cruz de Tenerife, visitó esta ciudad capital. En esta ocasión, permaneció dos semanas en la Iglesia Parroquial de San Francisco de Asís en pleno corazón de Santa Cruz, puesto que La Concepción (la parroquia matriz de la ciudad) estaba en obras de restauración. En su trayecto a Santa Cruz, la Virgen visita a los enfermos del Hospital Universitario Nuestra Señora de Candelaria. El recibimiento y despedida de la Virgen se realizó en la céntrica Plaza de España. Fue nombrada Alcaldesa Honoraria del municipio capitalino y ciudad de Santa Cruz de Tenerife y recibió la Medalla de oro de la isla, concedida por el Cabildo Insular. También en ese año le fue otorgado el bastón de mando como Alcaldesa Honoraria y Perpetua de la Villa de Candelaria.[77]

- Del 26 de abril al 9 de mayo de 1997, visitó La Laguna al cumplirse también el 500 aniversario de la fundación de la ciudad. Se hospedó por dos semanas en la Catedral de La Laguna. La Virgen de Candelaria visitó en esta ocasión a los enfermos del Hospital Universitario de Canarias. El recibimiento en la ciudad capital de la diócesis se realizó en la zona de la Cruz de Piedra. Antes de despedirse de la ciudad, se encontró la Virgen con el Cristo de La Laguna en la Plaza del Cristo.

Con la llegada del siglo XXI, el 15 de agosto de 2001, se establece oficialmente mediante decreto diocesano del obispo Felipe Fernández, que la Virgen peregrine cada siete años alternativamente entre las ciudades de Santa Cruz (capital de la isla) y La Laguna (sede de la diócesis).
- Del 12 al 25 de octubre de 2002, visita Santa Cruz. La imagen vuelve a visitar el Hospital de La Candelaria a su llegada a la ciudad. Durante la ceremonia de bienvenida a la capital, la Virgen estuvo acompañada en el escenario de la Plaza de España de un cuadro con la imagen de San Pedro de San José Betancur (el Santo Hermano Pedro) debido a que ese año, unos meses antes, fue canonizado por el Papa Juan Pablo II en Guatemala convirtiéndolo en el primer santo de Canarias. Durante esta visita la Virgen se hospedó en la Iglesia Matriz de la Concepción de la ciudad. Al día siguiente de su llegada, tuvo lugar la Solemne eucaristía conmemorativa del 113 aniversario de la Coronación canónica de la imagen, por primera vez celebrada fuera de la Villa Mariana de Candelaria. En su despedida de la ciudad, la agrupación lírico-musical Gran Tinerfe interpretó un emotivo "Ave María" al paso de la Virgen por el Teatro Guimerá.

- Del 9 al 22 de mayo de 2009, la Virgen se traslada a La Laguna. De nuevo la imagen visita el Hospital Universitario de Canarias en su trayecto al centro de la urbe. Al llegar la Virgen a la ciudad, entra de nuevo y como en épocas históricas, en la Parroquia de Santo Domingo en donde cambia de trono. El recibimiento de la imagen se hizo en la Plaza del Adelantado. En esta ocasión, la Virgen se hospeda en la Iglesia de la Concepción de La Laguna, ya que la catedral estaba en obras de rehabilitación. Mientras permaneció en la iglesia, la Virgen estuvo acompañada de las imágenes de los santos canarios San Pedro de Betancur (Hermano Pedro) y San José de Anchieta (Padre Anchieta). El 17 de mayo se celebró en la Plaza de la Concepción una solemne eucaristía conmemorativa del décimo aniversario de la celebración del primer Sínodo Diocesano Nivariense. El 22 de mayo, antes de despedirse de la ciudad, se encontró de nuevo y como es tradicional, la Virgen de Candelaria con el Cristo de La Laguna en la Plaza del Cristo.

- Si bien siguiendo esta modalidad, la imagen tendría que haber visitado Santa Cruz de Tenerife en el año 2016. Sin embargo, el 14 de noviembre de 2015, el obispo de Tenerife Bernardo Álvarez Afonso anunció oficialmente[78] que con motivo de las celebraciones del Bicentenario de la creación de la diócesis Nivariense que se celebraron en 2019, la imagen de la Patrona de Canarias visitaría las ciudades de Santa Cruz de Tenerife y San Cristóbal de La Laguna en 2018. Dicho anuncio se realizó en la Catedral de San Cristóbal de La Laguna con motivo del Día de la Diócesis. Posteriormente se estableció que la imagen permanezca una semana en cada una de las ciudades: del 12 al 20 de octubre en la Parroquia de la Concepción de Santa Cruz, y del 20 al 27 del mismo mes en la Catedral de La Laguna.[79] La imagen fue recibida y despedida de Santa Cruz en la zona de la Alameda del Duque de Santa Elena junto a la Plaza de España, y en La Laguna la ceremonia de bienvenida y despedida oficial de la ciudad se realizó de nuevo en la Plaza del Adelantado y la Plaza del Cristo respectivamente. Previo al amanecer del 20 de octubre, la imagen fue trasladada a la Plaza de la Parroquia de la Cruz del Señor en donde se realizó una ceremonia de acogida, para una vez amanecido trasladarse la Virgen a La Laguna atravesando el área metropolitana de la isla. Además, la tarde del 27 en su despedida de la ciudad de La Laguna, la Virgen de Candelaria entró en los conventos de Santa Catalina de Siena y Santa Clara de Asís. Durante este traslado a ambas ciudades la Virgen fue declarada Presidenta Honoraria y Perpetua del Cabildo de Tenerife[32] y además de visitar el Hospital Universitario de La Candelaria y el Hospital Universitario de Canarias, también visitó en esta ocasión el Hospital San Juan de Dios por primera vez en la historia en su subida de Santa Cruz a La Laguna.

- Del 11 al 24 de octubre de 2025, la imagen de la Virgen de Candelaria peregrinará de nuevo a Santa Cruz de Tenerife, coincidiendo con el Jubileo de 2025 en toda la Iglesia católica universal. Su traslado a la capital insular se realizará con el mismo recorrido que en los últimos años, con paradas en el Hospital Universitario de Nuestra Señora de Candelaria y recibimiento en la Alameda del Duque de Santa Elena de la Plaza de España. Durante su estancia en la capital insular, la imagen pernoctará en la Parroquia Matriz de la Concepción[80] y se realizarán diferentes actos, entre ellos: el 17 de octubre una vigilia del Domund (con la participación de agentes de mediación social como Cáritas y Manos Unidas), el 18 una representación de la aparición de la Virgen a los guanches protagonizada por niños de catequesis y una vigilia con jóvenes a cargo del grupo Hakuna Tenerife. Por su parte, el 19 tendrá lugar una ofrenda floral y folclórica en la Plaza de la Iglesia de la Concepción.[81]

- Las próximas visitas previstas serán: en 2032 a La Laguna (en vísperas del Jubileo extraordinario de la Redención) y en 2039 a Santa Cruz (coincidente con los 100 años de la primera visita de la Virgen a esta ciudad en 1939).

### Carteles de los traslados
Además, en los últimos años, suele crearse un cartel anunciatorio de dicho evento (al igual que todos los años en sus fiestas patronales). Además también suele escogerse un lema para la peregrinación: 
- En el año 2002 (cuando se trasladó a Santa Cruz), el cartel fue una foto de la Virgen de perfil con el manto verde esperanza, el fondo del cartel de color violeta y encima de la corona de la Virgen el lema: María peregrina en la fe.

- En 2009 (traslado a La Laguna), el cartel fue una imagen de la mitad superior de la Virgen, con un manto rosado o salmón, y detrás de ella la famosa Torre de la Concepción de La Laguna, sobre fondo apergaminado de color marrón. El lema escogido para este año es, María, vida y esperanza nuestra. Asimismo, en la parte inferior también se recoge una imagen del campanario de la Basílica de Nuestra Señora de la Candelaria con las fechas del 50.º Aniversario de su consagración.

- En el año 2018, con motivo de su visita a Santa Cruz y La Laguna, el lema escogido es: María, nuestra misionera ayer y hoy.[79] En lo que respecta al cartel, por primera vez este se realizó pintado como un cuadro o retrato y no con fotografías de la imagen de la Virgen como ocurría anteriormente. En el centro aparece la Virgen de Candelaria con manto rojo debajo de la cual se aprecia la torre de la Iglesia de La Concepción de Santa Cruz de Tenerife y encima la cúpula de la Catedral de La Laguna, en referencia a los lugares en donde la imagen se hospeda durante esta visita.[82] En la parte izquierda del cartel, se muestra una procesión con el pueblo detrás de la imagen de la Virgen. El cartel presenta una amplia gama cromática aunque centrándose en los colores calientes para La Concepción de Santa Cruz y fríos para la Catedral, pues el autor se inspiró en el clima de ambas ciudades. Debajo del cartel aparece el lema de la visita y dos flores que están en primer plano representan la ofrenda de Santa Cruz y de La Laguna a la Patrona de Canarias.[82]

- En el año 2025 (traslado a Santa Cruz), en el cartel de esta edición de la visita aparece la Virgen de frente y de cuerpo completo, con un manto rojo. A los pies de la imagen mariana la Iglesia matriz de la Concepción santacrucera y al fondo una panorámica de la ciudad con las montañas de la cordillera de Anaga. Se quiso así unir las dos principales esencias del municipio capitalino: el urbanismo y la naturaleza. En la parte superior derecha del cartel el lema: María, candela de esperanza.[80] En la parte inferior una línea con el skyline de la ciudad y de la villa de Candelaria representadas ambas por edificios emblemáticos: Auditorio de Tenerife, Torres de Santa Cruz, Palacio Insular, Mercado de Nuestra Señora de África, así como la propia Basílica de Candelaria.[81]